# Rhode Island
Rhode Island oficialmente o Estado de Rhode Island, é um estado na região da Nova Inglaterra nos Estados Unidos. É o menor estado dos EUA em área e o sétimo menos populoso (1 098 163 de acordo com o censo de 2020), mas também é o segundo mais densamente povoado atrás de Nova Jérsia. O estado leva o nome da ilha com o mesmo nome; no entanto, a maior parte do estado está no continente. O estado tem fronteiras terrestres com Connecticut a oeste, Massachusetts ao norte e leste, e o Oceano Atlântico ao sul por meio de Rhode Island Sound e Block Island Sound. Ele também compartilha uma pequena fronteira marítima com Nova Iorque. Providence é a capital do estado e a cidade mais populosa de Rhode Island.
Em 4 de maio de 1776, a Colônia de Rhode Island e Providence Plantations foi a primeira das Treze Colônias a renunciar à sua fidelidade à Coroa Britânica, e foi o quarto estado a ratificar os Artigos da Confederação, fazendo-o em 9 de fevereiro de 1778. O estado boicotou a convenção de 1787, que redigiu a Constituição dos Estados Unidos e inicialmente se recusou a ratificá-la. Foi, portanto, o último dos 13 estados originais a fazê-lo, em 29 de maio de 1790.
Anteriormente denominado Estado de Rhode Island e Providence Plantations desde a sua adesão à União em 1790, os eleitores do estado aprovaram uma emenda à constituição estadual em novembro de 2020, renomeando-se formalmente como Estado de Rhode Island. O apelido oficial de Rhode Island é "Estado do Oceano", uma referência às grandes baías e enseadas que somam cerca de 14% de sua área total.

## Nome

### Origens do nome
Apesar do nome, a maior parte de Rhode Island fica no continente dos Estados Unidos. Antes de 2020, o nome oficial do estado era Estado de Rhode Island e Providence Plantations, que é derivado da fusão de quatro assentamentos coloniais. Os assentamentos de Newport e Portsmouth situavam-se no que é comumente hoje chamado de Ilha Aquidneck, mas era chamado de Rhode Island na época colonial. Providence Plantation era o nome da colônia fundada por Roger Williams na capital do estado de Providence. Este foi anexado pelo assentamento de Warwick; daí o plural Providence Plantations.
Não está claro como a ilha passou a ser chamada de Rhode Island, mas dois eventos históricos podem ter influenciado:
- O explorador Giovanni da Verrazzano observou a presença de uma ilha perto da foz da Baía de Narragansett em 1524, que ele comparou à ilha de Rodes, na costa da Grécia.[21] Os exploradores europeus subsequentes não conseguiram identificar com precisão a ilha descrita por Verrazzano, mas os colonos que colonizaram a área presumiram que era esta ilha.[22]
- Adriaen Block passou pela ilha durante suas expedições na década de 1610, e ele a descreveu em um relato de suas viagens em 1625 como "uma ilha de aparência avermelhada", que era " een rodlich Eylande " em nerlandês do século XVII, significando ilha vermelha ou avermelhada, supostamente evoluindo para a designação Rhode Island.[23][24] Os historiadores teorizaram que essa "aparência avermelhada" resultou da folhagem vermelha do outono ou da argila vermelha em partes da costa.[25]

O primeiro uso documentado do nome "Rhode Island" para Aquidneck foi em 1637 por Roger Williams. O nome foi oficialmente aplicado à ilha em 1644 com as seguintes palavras: "Aquethneck será doravante chamada de Ilha de Rodes ou Rhode-Island." O nome "Ilha de Rodes" é usado em um documento legal em 1646. Mapas dos Países Baixos já em 1659 chamam a ilha de "Ilha Vermelha" (Roodt Eylant).

### Mudanças no nome
O primeiro assentamento inglês em Rhode Island foi a cidade de Providence, que o Narragansett concedeu a Roger Williams em 1636. Naquela época, Williams não obteve permissão da coroa inglesa, pois acreditava que os ingleses não tinham direitos legítimos sobre o território de Narragansett e Wampanoag. No entanto, em 1643, ele fez uma petição a Carlos I da Inglaterra para conceder a Providence e cidades vizinhas uma carta-patente colonial, devido às ameaças de invasão das colônias de Boston e Plymouth. Ele usou o nome "Providence Plantations" em sua petição, plantation sendo o termo inglês para uma colônia. "Providence Plantations" foi, portanto, o nome oficial da colônia de 1643 a 1663, quando uma nova carta-patente foi emitida. Em 1790, após a Revolução Americana, o novo estado incorporou "Rhode Island" e "Providence Plantations", tornando-se conhecido como o "Estado de Rhode Island e Providence Plantations". No entanto, por uma questão de conveniência, o estado passou a ser conhecido simplesmente como "Rhode Island".
A palavra plantação no nome do estado se tornou uma questão contestada durante o século XX e o aumento da conscientização sobre a escravidão e seu papel no início da história de Rhode Island. A Assembleia Geral votou em 2009 pela realização de um referendo em novembro de 2010 sobre a remoção de "e Providence Plantations" do nome oficial. Os defensores da extinção da plantação argumentaram que a palavra simbolizava um legado de privação de direitos para muitos habitantes de Rhode Island, bem como a proliferação da escravidão nas colônias e nos Estados Unidos pós-coloniais. Os defensores da manutenção do nome argumentaram que a plantação era simplesmente um sinônimo arcaico de colônia e não tinha nenhuma relação com a escravidão. As pessoas votaram de forma esmagadora (78% e 22%) para manter o nome original completo.
Em junho de 2020, o senador estadual Harold Metts apresentou uma resolução para outro referendo eleitoral sobre o assunto, dizendo: "Qualquer que seja o significado do termo 'plantações' no contexto da história de Rhode Island, ele carrega uma conotação terrível quando se considera a história trágica e racista da nossa nação. " A governadora Gina Raimondo emitiu uma ordem executiva para remover a frase de uma série de documentos oficiais e sites estaduais. Em julho, em meio aos protestos de George Floyd e apelos em todo o país para enfrentar o racismo sistêmico, a resolução referindo a questão aos eleitores foi aprovada por ambas as casas da Assembleia Geral de Rhode Island: 69-1 na Câmara dos Representantes, e 35–0 no Senado. A mudança foi então aprovada pelos eleitores de 52,8% e 47,2% como parte das eleições de 2020 nos Estados Unidos, que entraram em vigor em novembro de 2020 após a certificação dos resultados.

## História

### Era colonial: 1636-1770

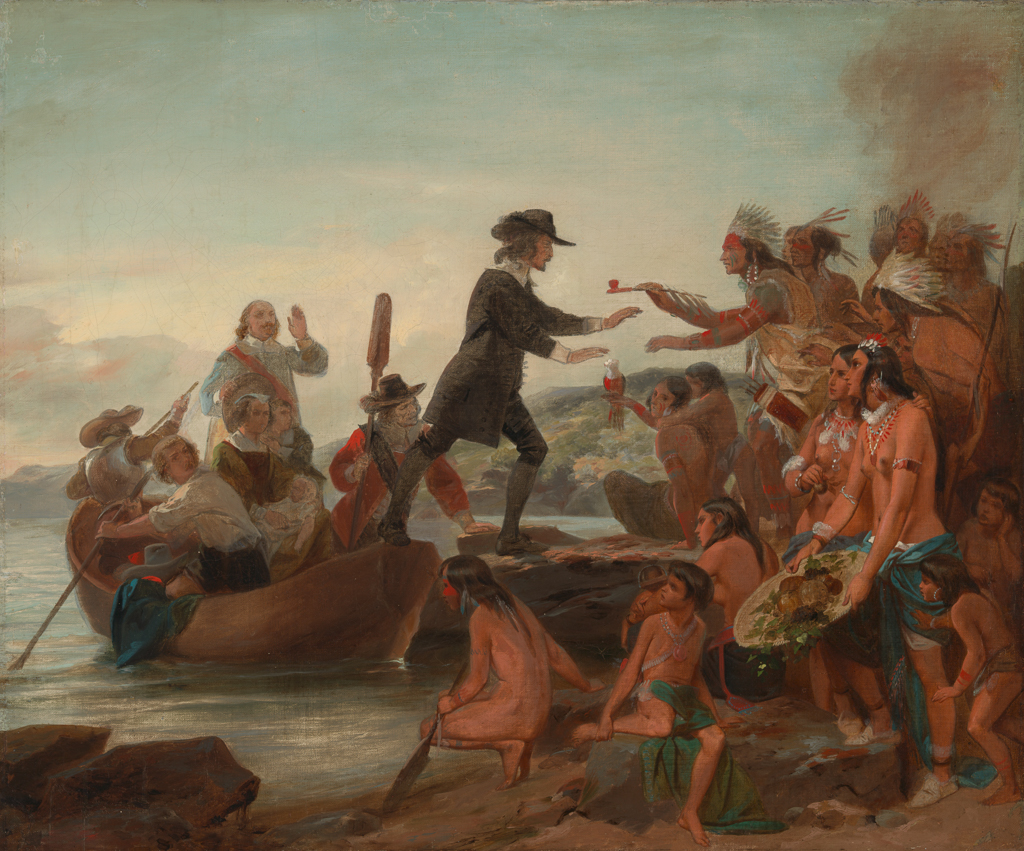
Em 1636, Roger Williams e seus seguidores fundaram o assentamento de Providence Plantations

Em 1636, Roger Williams foi banido da Colônia da Baía de Massachusetts pelas suas opiniões religiosas e se estabeleceu no topo da Baía de Narragansett em um terreno vendido ou dado a ele por Narragansett sachem Canonicus. Ele chamou o local de Providence (Providência), "tendo um senso da misericordiosa providência de Deus para comigo em minha angústia", e tornou-se um local de liberdade religiosa onde todos eram bem-vindos. Em 1638 (após conferenciar com Williams), Anne Hutchinson, William Coddington, John Clarke, Philip Sherman e outros dissidentes religiosos estabeleceram-se na Ilha Aquidneck (também conhecida como Rhode Island), que foi comprada das tribos locais que a chamavam de Pocasset. Este assentamento foi chamado de Portsmouth e foi governado pelo Portsmouth Compact. A parte sul da ilha tornou-se o assentamento separado de Newport após divergências entre os fundadores.
Samuel Gorton comprou terras em Shawomet em 1642 dos Narragansetts, precipitando uma disputa com a Colônia da Baía de Massachusetts. Em 1644, Providence, Portsmouth e Newport se uniram pela independência comum como Colônia de Rhode Island e Providence Plantations, governada por um conselho eleito e "presidente". Gorton recebeu uma carta-patente separada para o seu assentamento em 1648, que ele chamou de Warwick em homenagem a seu patrono.
Metacomet era o líder de guerra da tribo Wampanoag, a quem os colonos chamavam de rei Filipe. Eles invadiram e incendiaram várias das cidades da área durante a Guerra do Rei Filipe (1675-1676), incluindo Providence, que foi atacada duas vezes. Uma força da milícia de Massachusetts, Connecticut e Plymouth sob o comando do general Josiah Winslow invadiu e destruiu a aldeia indígena Narragansett fortificada no Great Swamp em South Kingstown, Rhode Island, em 19 de dezembro de 1675. Em uma das ações finais da guerra, um índio associado à Igreja Benjamin matou o rei Philip em Bristol, Rhode Island.

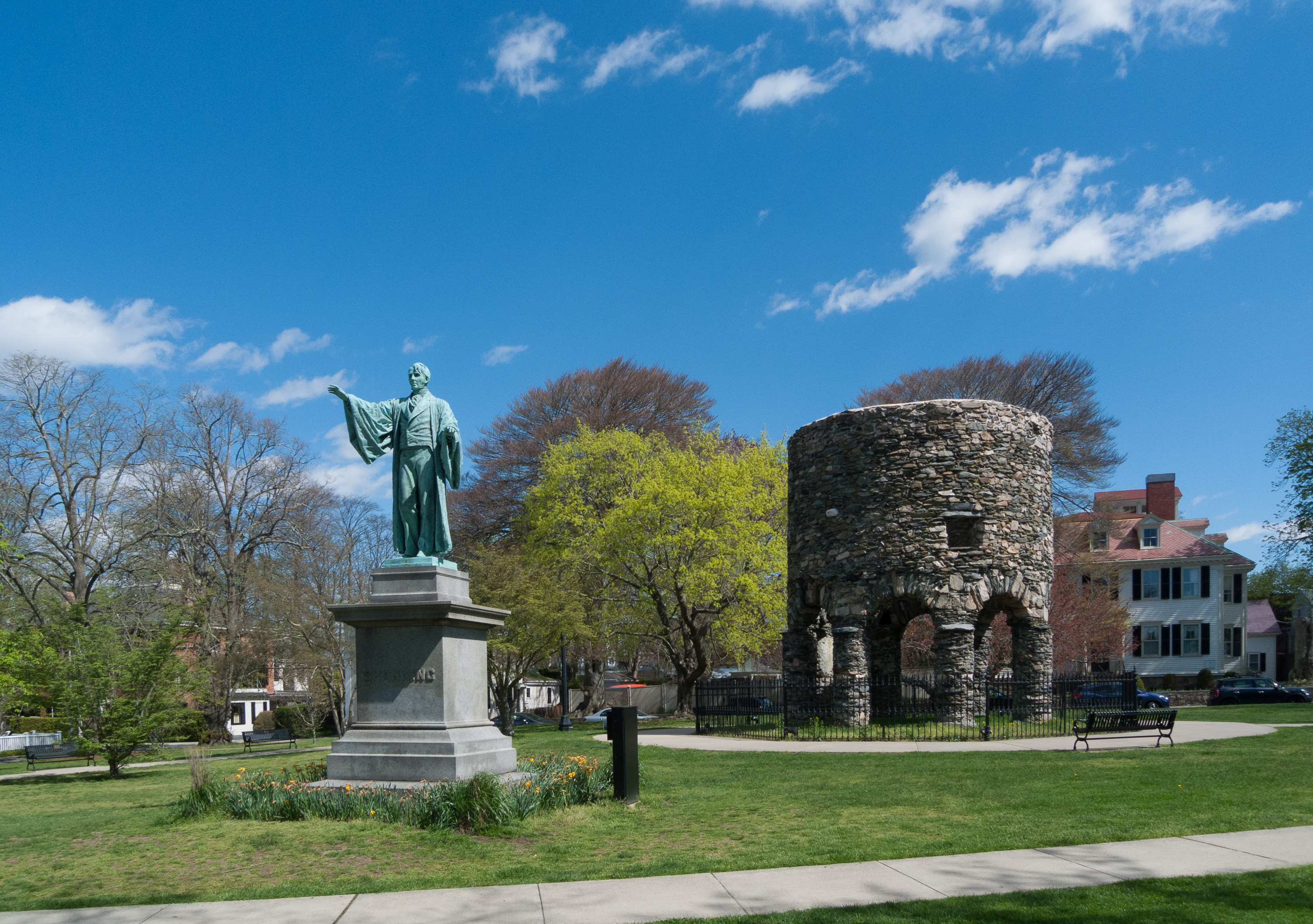
Em 1680, Newport era a terceira maior cidade anglo-americana. Permaneceu um próspero centro populacional até a década de 1770

A colônia foi amalgamada no Domínio da Nova Inglaterra em 1686, quando o rei Jaime II tentou impor a autoridade real sobre as colônias autônomas na América do Norte Britânica, mas a colônia recuperou sua independência sob a Carta Real após a Revolução Gloriosa de 1688. Os escravos foram introduzidos em Rhode Island nesta época, embora não haja registo de qualquer lei que legalize a posse de escravos. A colônia posteriormente prosperou sob o comércio de escravos, destilando rum para vender na África como parte de um lucrativo Comércio Triangular de escravos e açúcar com o Caribe. O corpo legislativo de Rhode Island aprovou uma lei em 1652 abolindo a posse de escravos (a primeira colônia britânica a fazê-lo), mas esse decreto nunca foi executado e Rhode Island continuou a estar fortemente envolvida no comércio de escravos durante a era pós-revolução. Em 1774, a população escrava de Rhode Island era de 6,3% do total (quase o dobro da proporção de outras colônias da Nova Inglaterra).
A Universidade Brown foi fundada em 1764 como o Colégio da Colônia Britânica de Rhode Island e Providence Plantations. Foi uma das nove faculdades coloniais concedidas com alvará antes da Revolução Americana, mas foi a primeira faculdade na América a aceitar estudantes independentemente de sua afiliação religiosa.

### Período da Guerra Civil revolucionária: 1770-1860

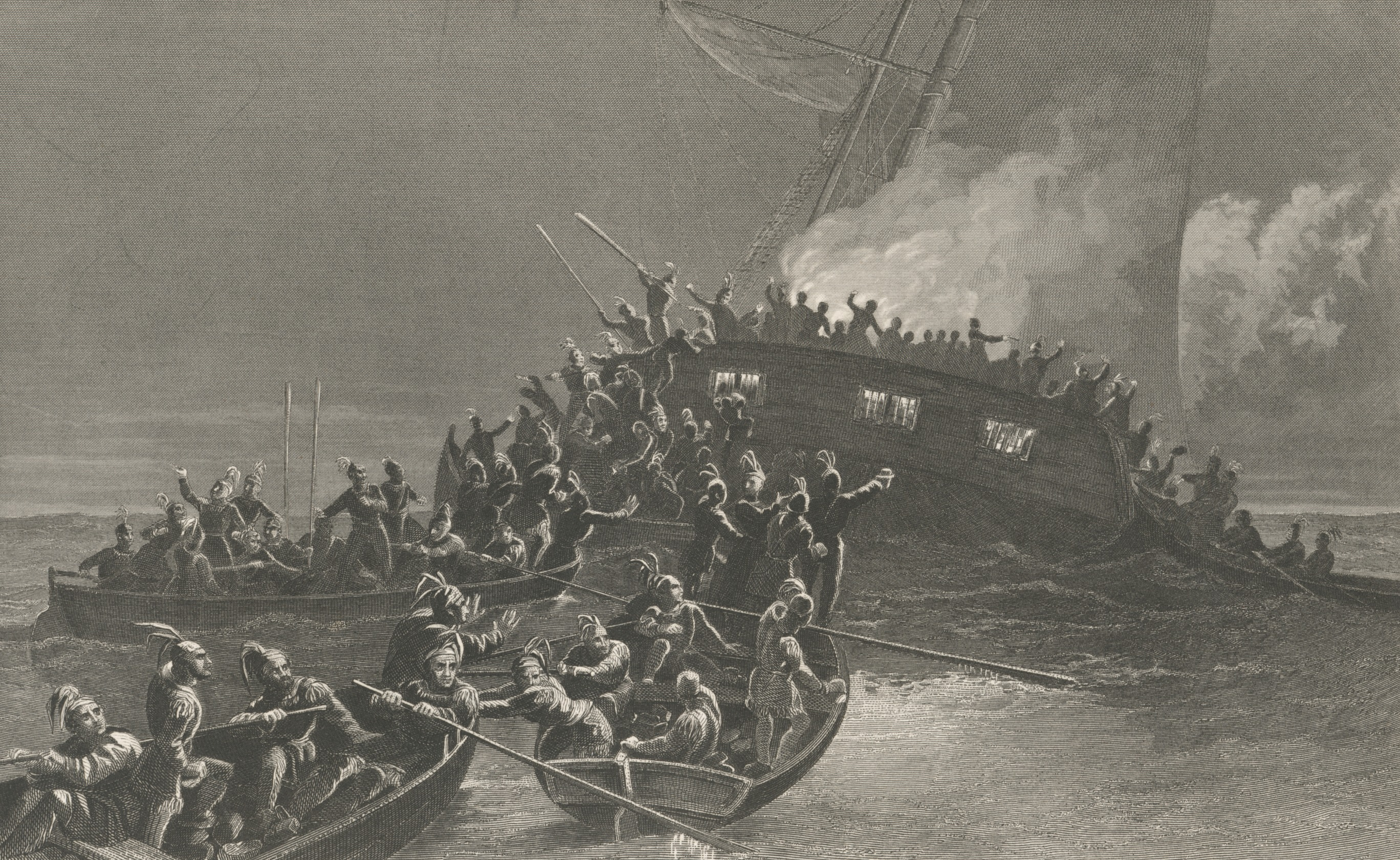
Os revolucionários de Providence queimaram o HMS Gaspee em Warwick em protesto contra as leis alfandegárias britânicas

A tradição de independência e dissidência de Rhode Island deu-lhe um papel proeminente na Revolução Americana. Aproximadamente às 2h da manhã de 10 de junho de 1772, um grupo de residentes de Providence atacou a escuna HMS Gaspee, que foi incendiada até à linha de água por impor regulamentações comerciais impopulares dentro da Baía de Narragansett. Rhode Island foi em 4 de maio de 1776, a primeira das treze colônias a renunciar à sua aliança com a Coroa Britânica. Foi também a última das treze colônias a ratificar a Constituição dos Estados Unidos em 29 de maio de 1790, e apenas sob a ameaça de pesadas tarifas comerciais das outras ex-colônias e depois que foram feitas garantias de que uma Declaração de Direitos passaria a fazer parte da Constituição.
Durante a Revolução, os britânicos ocuparam Newport em dezembro de 1776. Uma força franco-americana combinada lutou para expulsá-los da Ilha Aquidneck. Portsmouth foi o local da primeira unidade militar afro-americana, o 1º Regimento de Rhode Island, a lutar pelos EUA na mal succedida Batalha de Rhode Island de 29 de agosto de 1778. Um mês antes, o aparecimento de uma frota francesa ao largo de Newport fez com que os britânicos afundassem alguns de seus próprios navios na tentativa de bloquear o porto. Os britânicos abandonaram Newport em outubro de 1779, concentrando as suas forças na cidade de Nova Iorque. Uma expedição de 5 500 soldados franceses sob o comando do conde Rochambeau chegou a Newport por mar em 10 de julho de 1780. A célebre marcha para Yorktown, Virgínia, em 1781 terminou com a derrota dos britânicos no Cerco de Yorktown e na Batalha de Chesapeake.
Rhode Island também esteve fortemente envolvida na Revolução Industrial, que começou na América em 1787, quando Thomas Somers reproduziu plantas de máquinas têxteis que importou da Inglaterra. Ele ajudou a produzir a Beverly Cotton Manufactory, na qual Moses Brown de Providence se interessou. Moses Brown se juntou a Samuel Slater e ajudou a criar a segunda fábrica de algodão na América, uma fábrica de tecidos movida a água. A Revolução Industrial deslocou grande número de trabalhadores para as cidades, criando uma classe permanentemente sem terra que, portanto, pela lei da época, também não tinha poder. Em 1829, 60% dos homens brancos livres do estado eram inelegíveis para votar. Várias tentativas foram feitas sem sucesso para resolver esse problema, e uma nova constituição estadual foi aprovada em 1843 permitindo que os homens sem-terra votassem se pudessem pagar um taxa de voto (poll tax) de $1.
Durante as primeiras décadas como um Estado, Rhode Island foi governado de acordo com a carta-patente colonial de 1663. Os direitos de voto foram restritos aos proprietários de terras com pelo menos $134 em propriedades, privando bem mais da metade dos cidadãos do sexo masculino do estado. A carta distribuiu assentos legislativos igualmente entre as cidades do estado, sobre-representando as áreas rurais e sub-representando os centros industriais em crescimento. Além disso, a carta proibia os cidadãos sem-terra de entrar com ações civis sem o endosso de um proprietário. Projetos de lei eram introduzidos periodicamente na legislatura para expandir o sufrágio, mas eram invariavelmente derrotados. Em 1841, ativistas liderados por Thomas W. Dorr organizaram uma convenção extralegal para redigir uma constituição estadual, argumentando que o governo violou a cláusula de garantia no artigo quatro, seção quatro da constituição dos Estados Unidos. Em 1842, o governo fundador e os apoiantes de Dorr realizaram eleições separadas, e dois governos rivais reivindicaram soberania sobre o estado. Os partidários de Dorr lideraram uma rebelião armada contra o governo fundador, e Dorr foi preso e encarcerado por traição contra o estado. Mais tarde naquele ano, a legislatura redigiu uma constituição estadual, removendo os requisitos de propriedade para cidadãos nascidos nos Estados Unidos, mas mantendo-os em vigor para os imigrantes, e mantendo a sub-representação urbana na legislatura.
No início do século XIX, Rhode Island sofreu um surto de tuberculose que levou à histeria pública sobre o vampirismo.

### Guerra civil

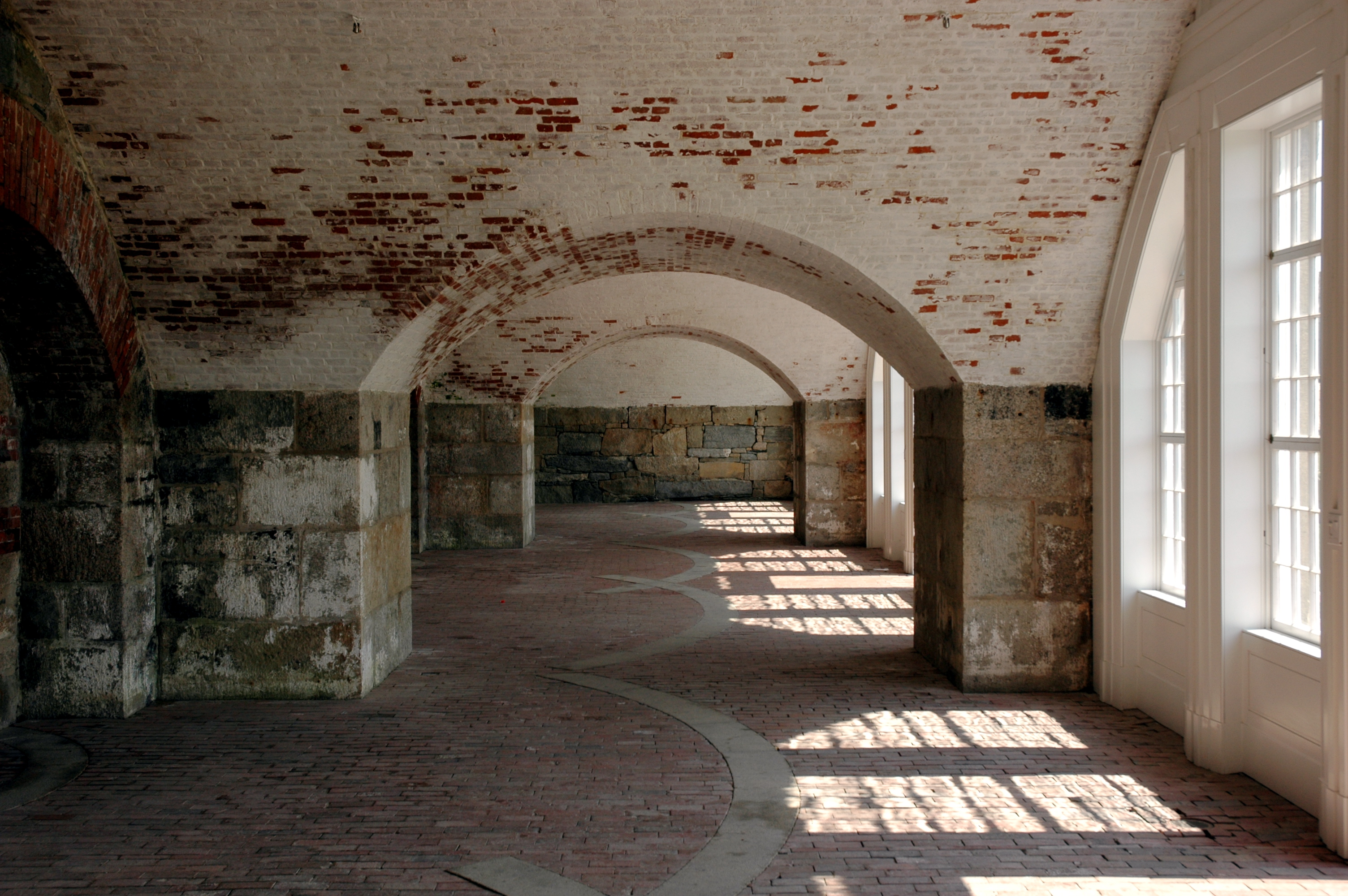
A Academia Naval dos Estados Unidos foi transferida para Fort Adams em Newport durante a Guerra Civil

Durante a Guerra Civil Americana, Rhode Island foi o primeiro estado da União a enviar tropas em resposta ao pedido do presidente Lincoln de ajuda aos estados. Rhode Island forneceu 25 236 guerreiros, dos quais 1 685 morreram. Na parte doméstica, Rhode Island e os outros estados do norte usaram sua capacidade industrial para fornecer ao Exército da União os materiais de que precisava para vencer a guerra. A Academia Naval dos Estados Unidos mudou-se para Rhode Island temporariamente durante a guerra.
Em 1866, Rhode Island aboliu a segregação racial nas escolas públicas de todo o estado.

### Era Dourada

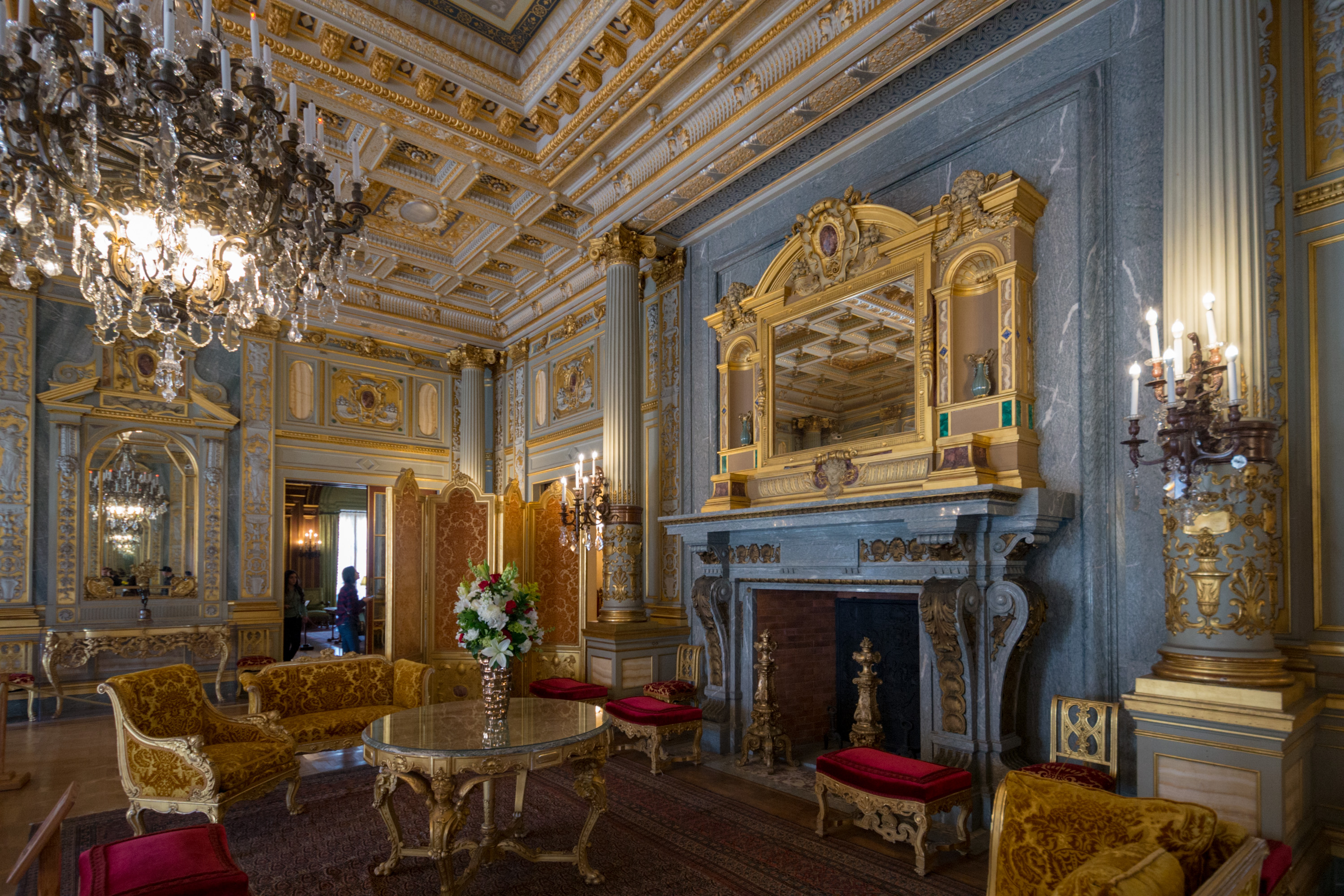
Interior de The Breakers, um símbolo de Newport da Era Dourada

Os 50 anos após a Guerra Civil foram uma época de prosperidade e riqueza que o autor William G. McLoughlin chama de "era de paz de Rhode Island". Rhode Island foi um centro da Era Dourada e forneceu uma casa ou casa de verão para muitos dos industriais mais proeminentes do país. Esta foi uma época de crescimento nas fábricas de têxteis e manufatura e trouxe um influxo de imigrantes para preencher esses empregos, trazendo crescimento populacional e urbanização. Em Newport, os industriais mais ricos de Nova Iorque criaram um paraíso de verão para socializar e construir grandes mansões. Milhares de imigrantes franco-canadenses, italianos, irlandeses e portugueses chegaram para preencher empregos nas fábricas têxteis e de manufatura em Providence, Pawtucket, Central Falls e Woonsocket.

### Primeira Guerra Mundial
Durante a Primeira Guerra Mundial, Rhode Island forneceu 28 817 soldados, dos quais 612 morreram. Após a guerra, o estado foi duramente atingido pela gripe espanhola.
Nas décadas de 1920 e 1930, a zona rural de Rhode Island viu um aumento no número de membro da Ku Klux Klan, em grande parte em reação às grandes ondas de imigrantes que se mudaram para o estado. Acredita-se que o Klan seja o responsável pelo incêndio da Escola Industrial Watchman em Scituate, que era uma escola para crianças afro-americanas.

### Crescimento na era moderna: 1929-presente
Desde a Grande Depressão, o Partido Democrático de Rhode Island tem dominado a política local. Rhode Island tem seguro de saúde abrangente para crianças de baixa renda e uma grande rede de segurança social. Muitas áreas urbanas ainda apresentam uma alta taxa de crianças na pobreza. Devido ao afluxo de residentes de Boston, os custos crescentes de moradia resultaram em mais desabrigados em Rhode Island.

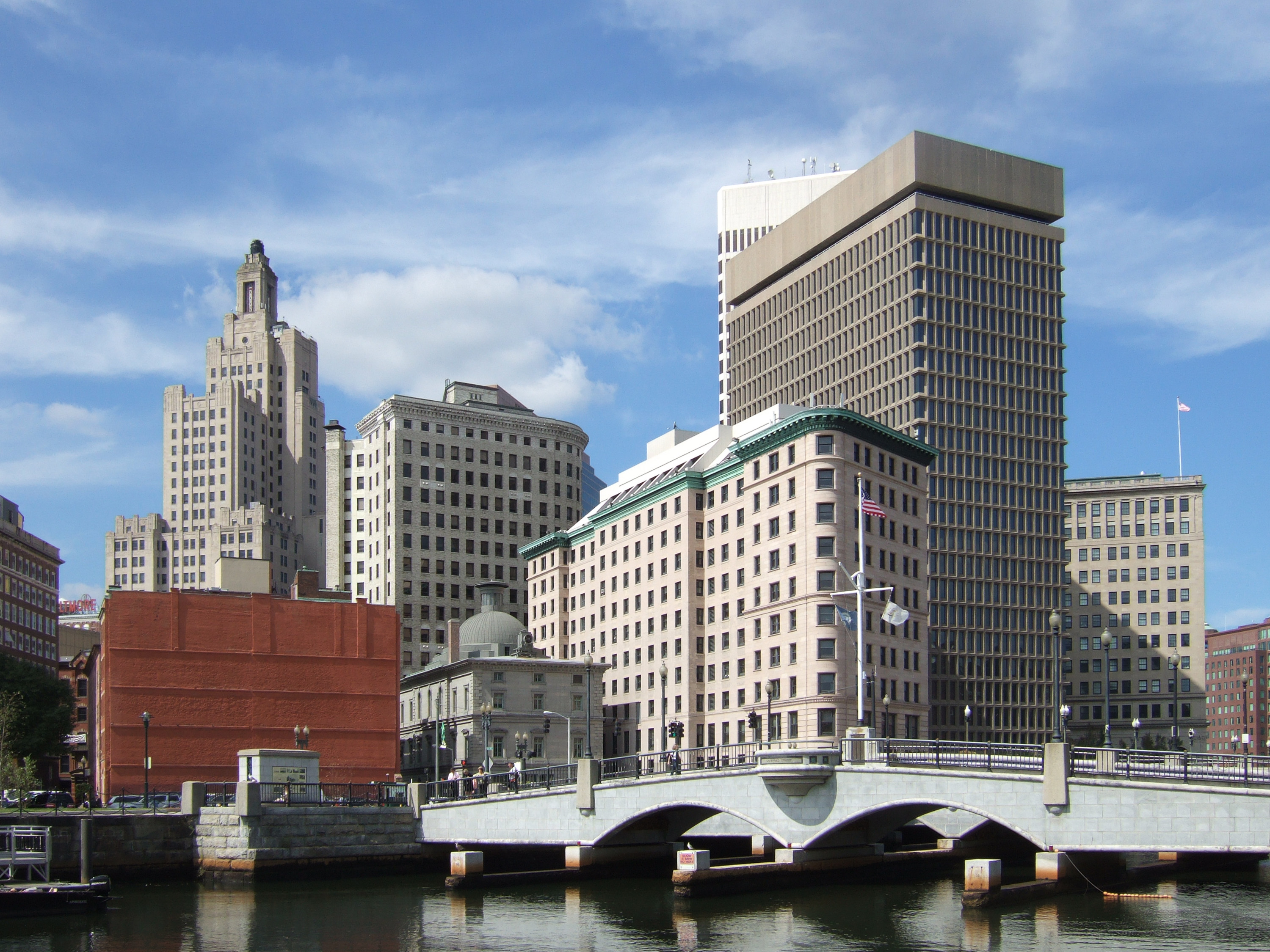
Downtown Providence em 2008

O 350º aniversário da fundação de Rhode Island foi celebrado com um concerto gratuito realizado na pista do Aeroporto Estadual de Quonset em 31 de agosto de 1986. Os artistas incluem Chuck Berry, Tommy James e o cabeça de cartaz Bob Hope.
Em 2003, um incêndio em uma boate em West Warwick ceifou 100 vidas e resultou em quase o dobro de feridos, chamando a atenção nacional. O incêndio resultou em sentenças criminais.
Em março de 2010, áreas do estado receberam enchentes recordes devido ao aumento dos rios devido às fortes chuvas. O primeiro período de tempo chuvoso em meados de março causou inundações localizadas e, duas semanas depois, mais chuvas causaram inundações mais generalizadas em muitas cidades, especialmente ao sul de Providence. O total de chuvas em 29-30 de março de 2010 ultrapassou 14 polegadas (35,5 cm) em muitos locais, resultando na inundação dos rios da área - especialmente o Rio Pawtuxet que atravessa o centro de Rhode Island. O transbordamento do rio Pawtuxet, quase 3.4 m (11 ft) acima do estágio de inundação, submergiu uma estação de tratamento de esgoto e fechou uma seção de cinco milhas (8 km) da Interestadual 95. Além disso, inundou dois centros comerciais, várias empresas e muitas residências nas cidades de Warwick, West Warwick, Cranston e Westerly. O serviço de trem da Amtrak também foi suspenso entre Nova Iorque e Boston durante este período. Após a enchente, Rhode Island ficou em estado de emergência por dois dias. A Agência Federal de Gestão de Emergências (FEMA) foi chamada para ajudar as vítimas das enchentes.

## Geografia

Mapa topográfico de Rhode Island

Rhode Island cobre uma área de 3 140 km2 (1 214 sq mi) dentro da região da Nova Inglaterra do Nordeste dos Estados Unidos e faz fronteira ao norte e leste com Massachusetts, a oeste com Connecticut e ao sul com Rhode Island Sound e o Oceano Atlântico. Ele compartilha uma estreita fronteira marítima com o estado de Nova Iorque entre Block Island e Long Island. A elevação média do estado é de 61 m (200 ft). São apenas 60 km (37 mi) largura e 77 km (48 mi) de comprimento, mas o estado tem uma linha costeira de marés na Baía de Narragansett e o Oceano Atlântico de 618 km (384 mi).
Rhode Island é apelidada de Estado do Oceano e tem várias praias à beira-mar. É quase totalmente plano, sem montanhas reais, e o ponto natural mais alto do estado é Jerimoth Hill, com 247 m (812 ft) acima do nível do mar. O estado possui duas regiões naturais distintas. O leste de Rhode Island contém as terras baixas da baía de Narragansett, enquanto o oeste de Rhode Island faz parte do planalto da Nova Inglaterra. As florestas de Rhode Island fazem parte da ecorregião das florestas costeiras do Nordeste.
A baía de Narragansett é uma das principais características da topografia do estado. Existem mais de 30 ilhas dentro da baía; a maior é a Ilha Aquidneck, que abriga os municípios de Newport, Middletown e Portsmouth. A segunda maior ilha é Conanicut e a terceira é Providence. A ilha Block fica a cerca de 19 km (12 mi) ao largo da costa sul do continente e separa Block Island Sound e o Oceano Atlântico propriamente dito.

Um tipo raro de rocha chamada Cumberlandita é encontrado apenas em Rhode Island (especificamente, na cidade de Cumberland ) e é a rocha do estado. Havia inicialmente dois depósitos conhecidos do mineral, mas é um minério de ferro, e um dos depósitos foi extensivamente extraído por seu conteúdo ferroso.

Geografia de Rhode Island
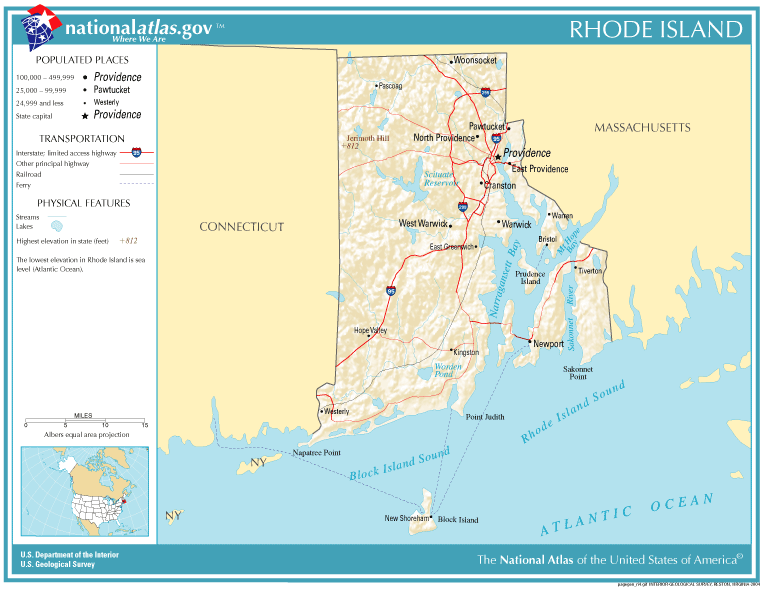
Mapa de Rhode Island, mostrando as principais cidades e estradas
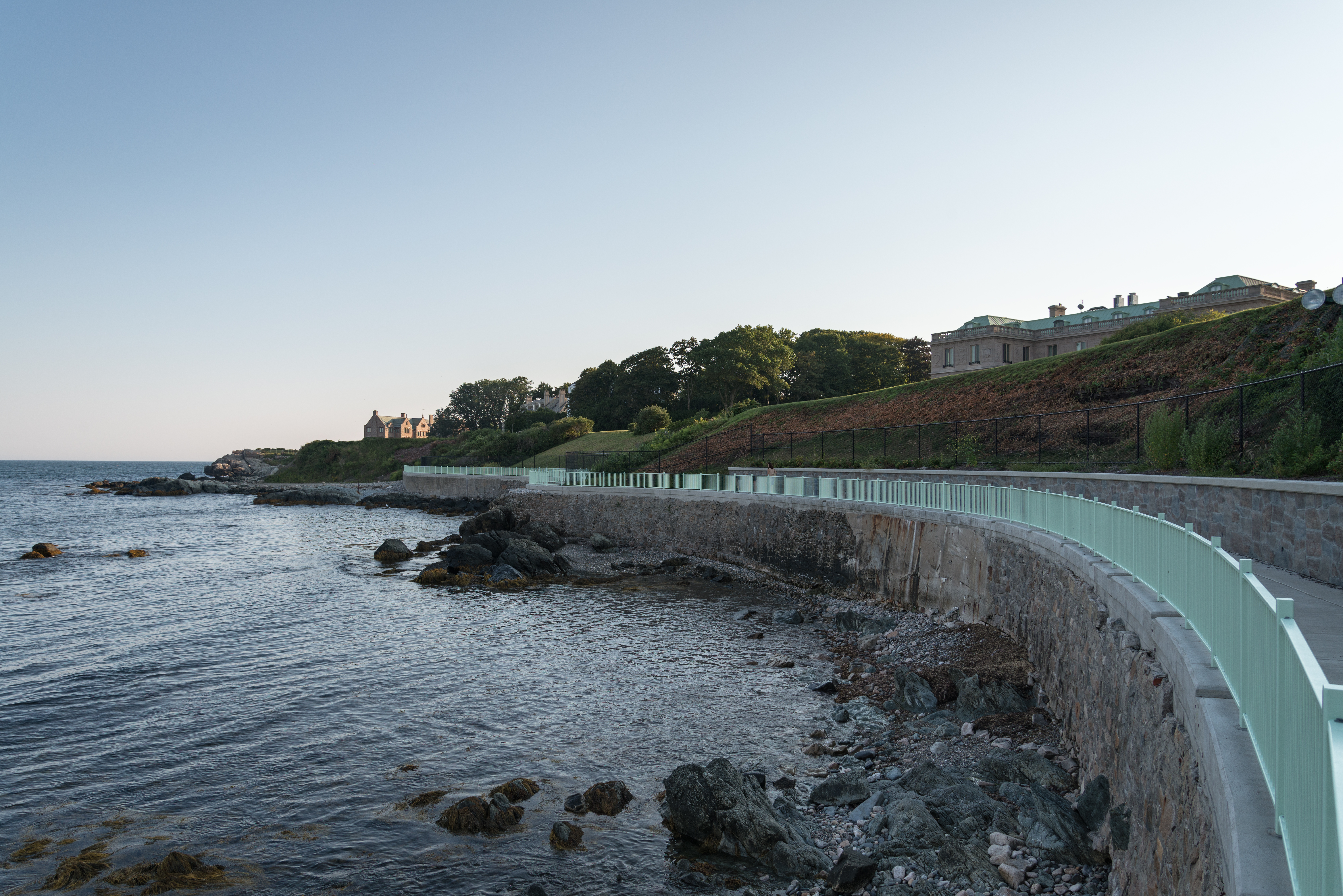
Litoral rochoso em Newport
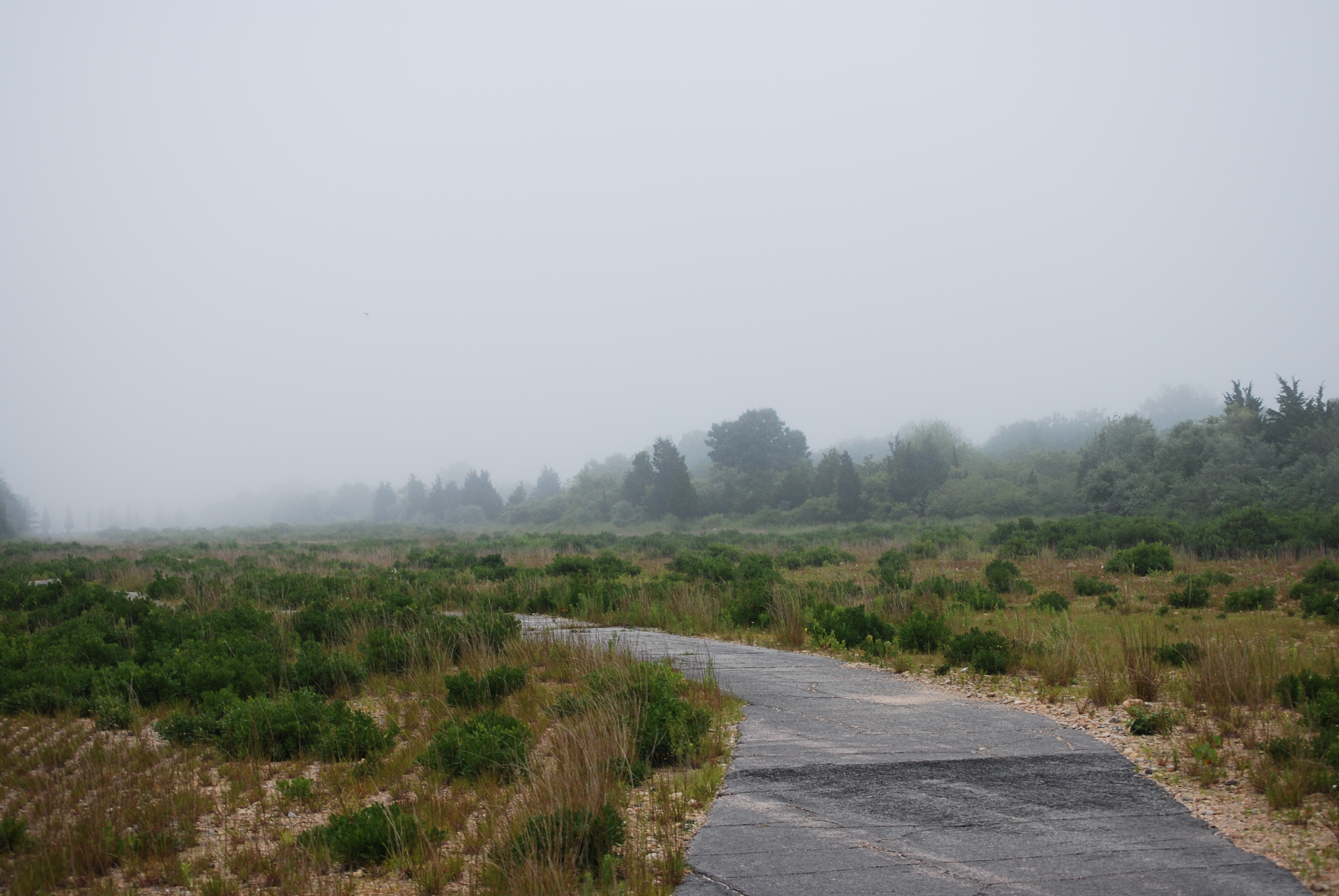
Ninigret Pond National Wildlife Refuge
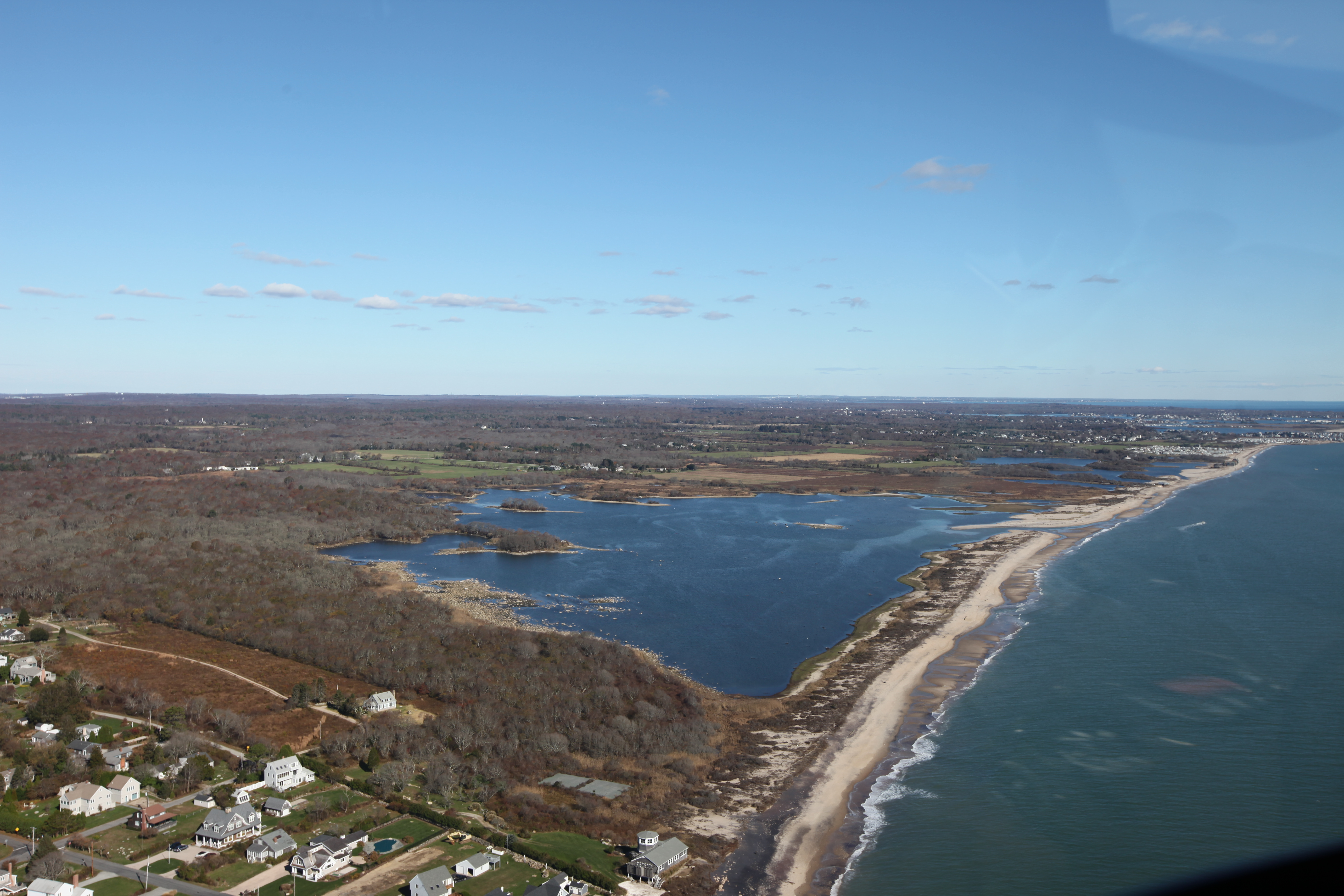
Trustom Pond, uma lagoa em South Kingstown

### Clima
A maior parte de Rhode Island tem um clima continental húmido, com verões quentes e invernos frios. As porções costeiras do sul do estado são a ampla zona de transição para climas subtropicais, com verões quentes e invernos frios com uma mistura de chuva e neve. Block Island tem um clima oceânico. A temperatura mais alta registada em Rhode Island foi 40 °C (104 °F), registado em Providence em 2 de agosto de 1975. A temperatura mais baixa registada em Rhode Island foi de −31 °C (−23 °F) em Greene em 5 de fevereiro de 1996. As temperaturas médias mensais variam de 28 °C (83 °F) para um mínimo de −7 °C (20 °F).
Rhode Island é vulnerável a tempestades tropicais e furacões devido à sua localização na Nova Inglaterra, sofrendo o impacto de muitas tempestades que atingem na costa este. Os furacões que causaram danos significativos no estado incluem o furacão de 1938 na Nova Inglaterra, o furacão Carol (1954), o furacão Donna (1960) e o furacão Bob (1991).

### Cidades e vilas
Rhode Island está dividida em cinco condados, mas não tem governos de condado. Todo o estado é dividido em municípios, que cuidam de todos os assuntos do governo local.
Existem 39 cidades e vilas em Rhode Island. Os principais centros populacionais hoje resultam de fatores históricos; o desenvolvimento ocorreu predominantemente ao longo dos rios Blackstone, Seekonk e Providence com o advento do moinho movido a água. Providence é a base de uma grande área metropolitana.
Os 18 maiores municípios do estado classificados por população são:
Algumas das cidades e vilas de Rhode Island são divididas em aldeias, em comum com muitos outros estados da Nova Inglaterra. Aldeias notáveis incluem Kingston na cidade de South Kingstown, que é sede da Universidade de Rhode Island; Wickford, na cidade de North Kingstown, local de um festival anual de arte internacional; e Wakefield, onde fica a Prefeitura da cidade de South Kingstown.
1. Providence (180 393)
2. Warwick (82 672)
3. Cranston (80 387)
4. Pawtucket (72 001)
5. East Providence (47 600)
6. Woonsocket (41 759)
7. Coventry (34 933)
8. Cumberland (34 927)
9. North Providence (32 511)
10. South Kingstown (30 788)
11. Johnston (29 332)
12. West Warwick (28 626)
13. North Kingstown (26 160)
14. Newport (24 942)
15. Westerly (22 567)
16. Bristol (22 290)
17. Lincoln (21 863)
18. Smithfield (21 767)

Maiores Cidades de Rhode Island
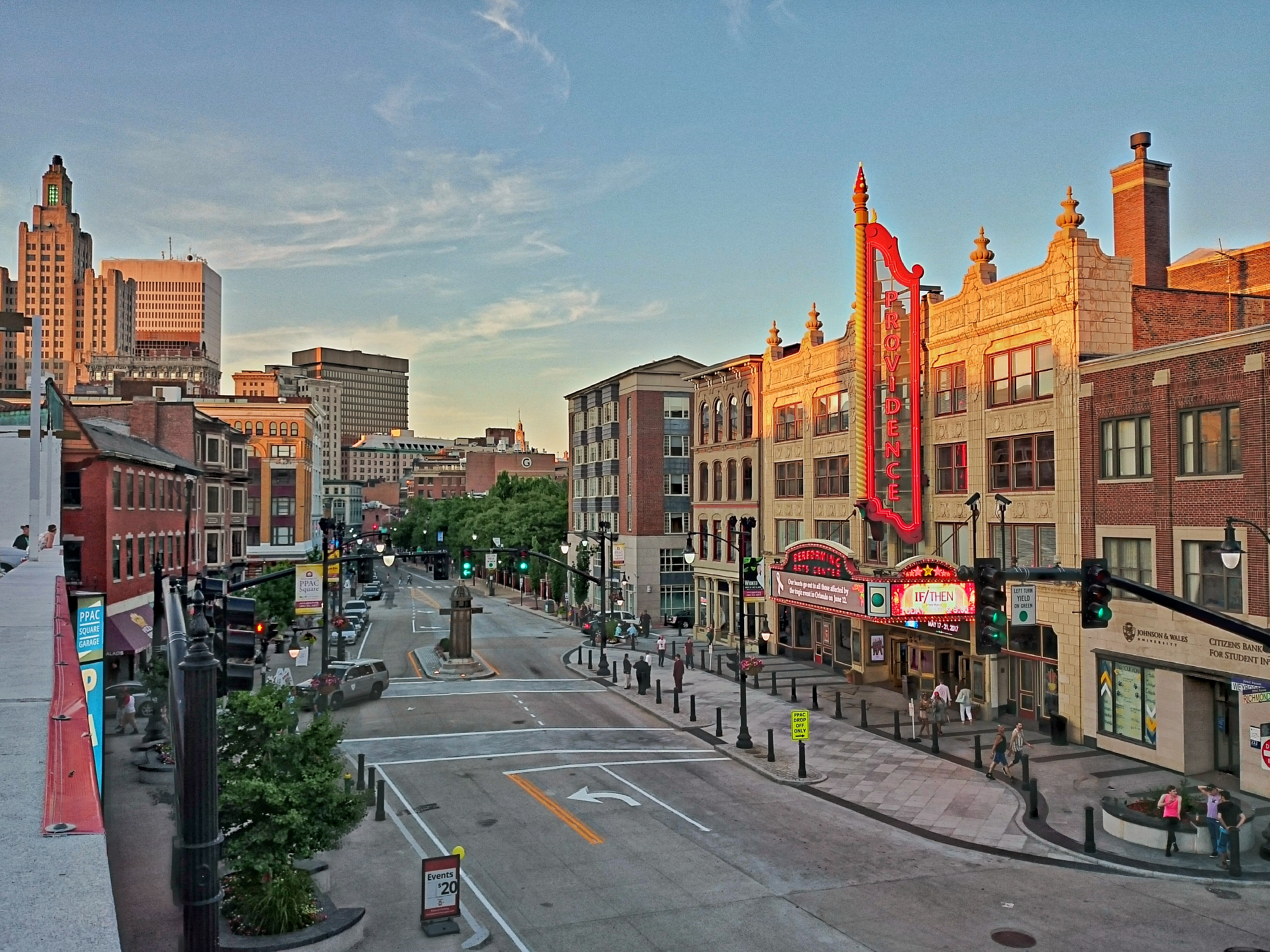
1. Providence
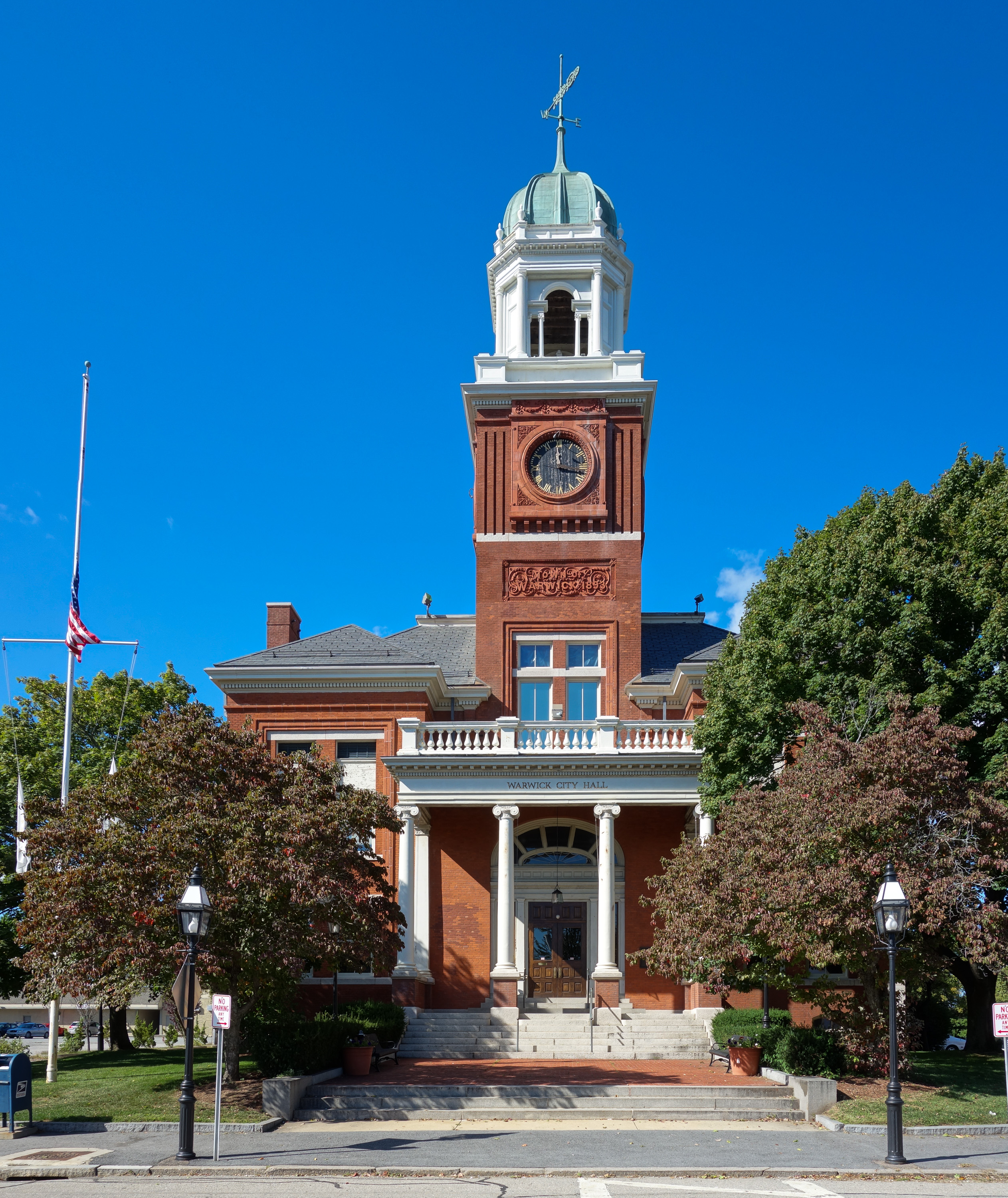
2. Warwick
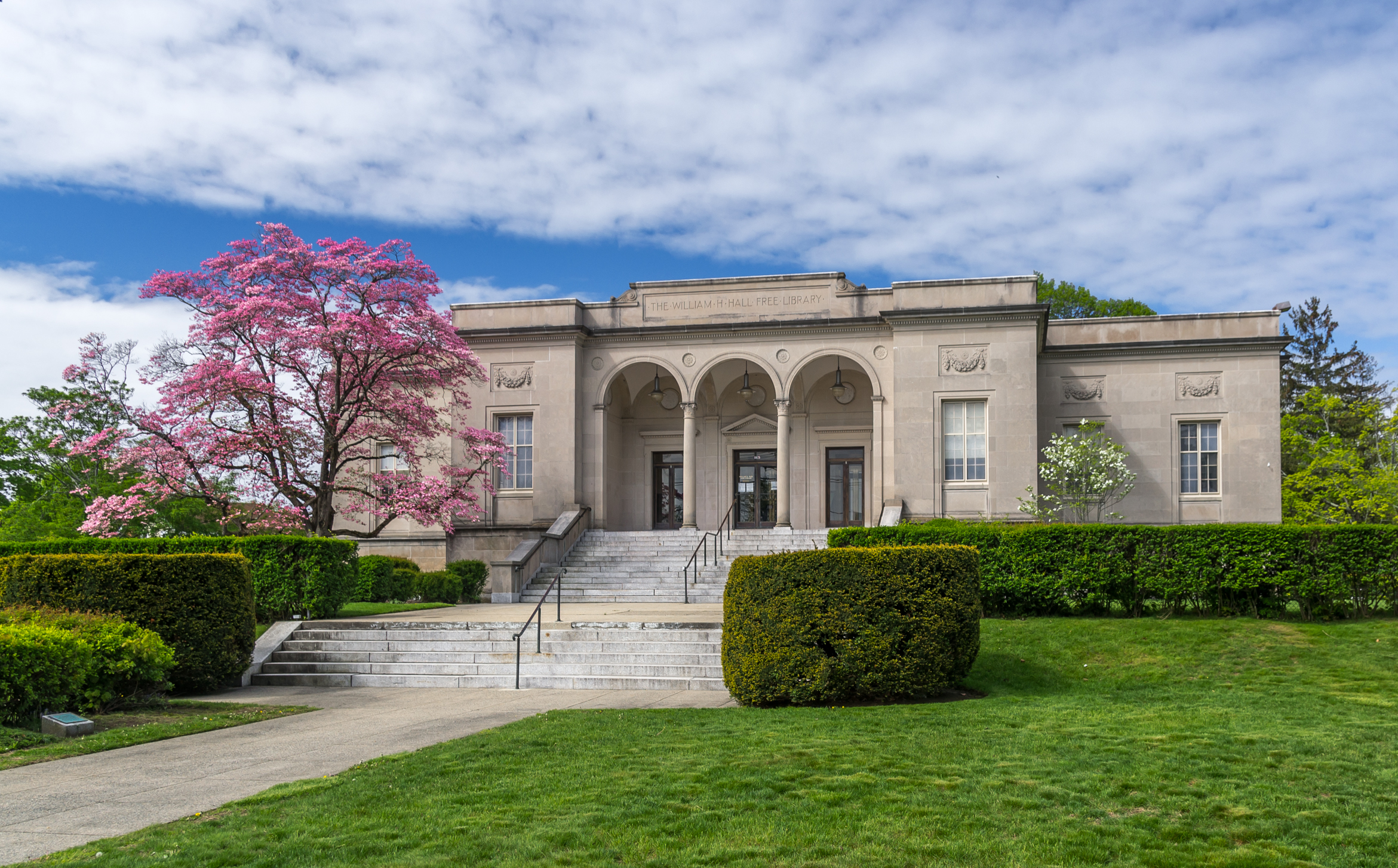
3. Cranston
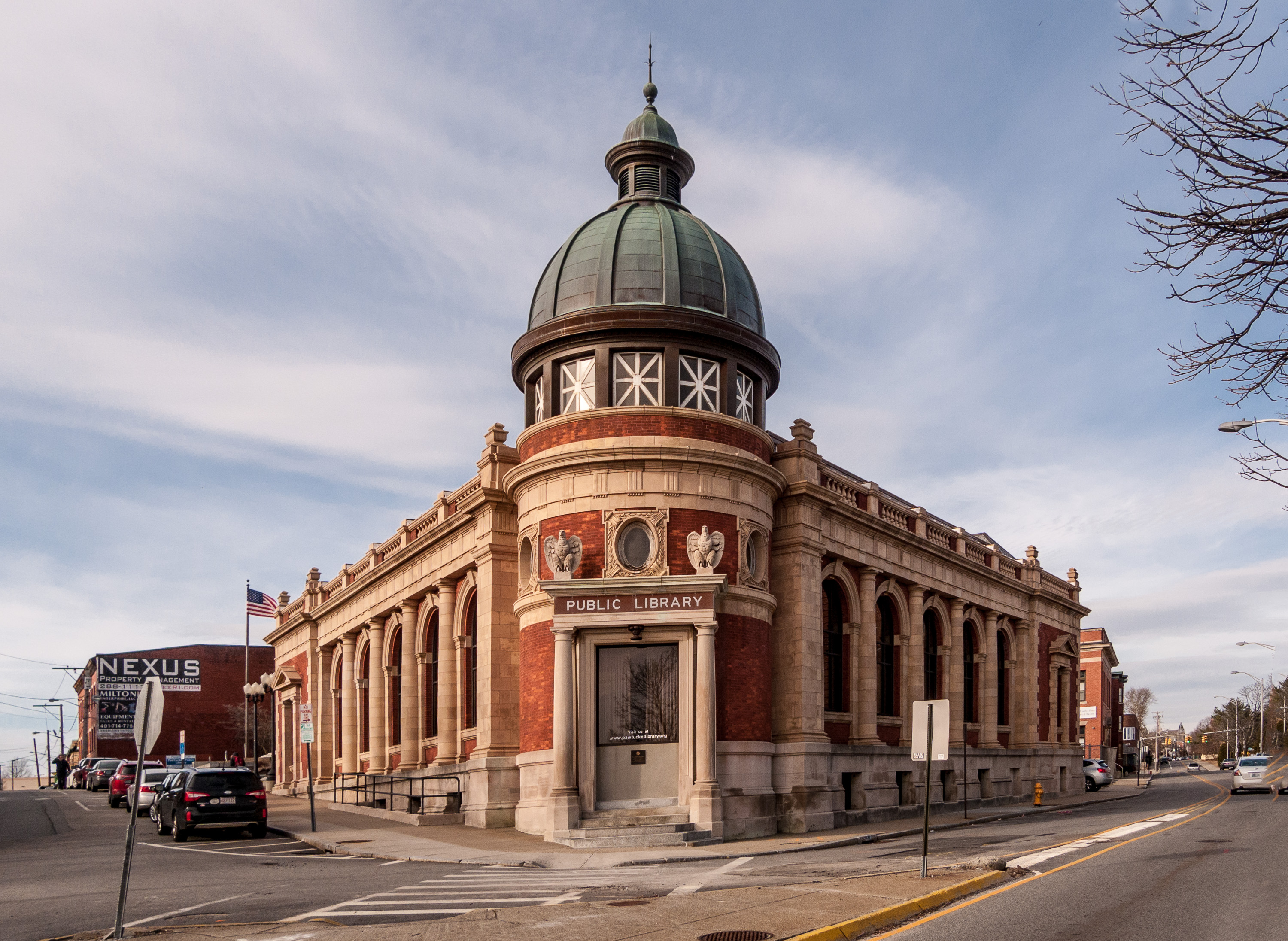
4. Pawtucket
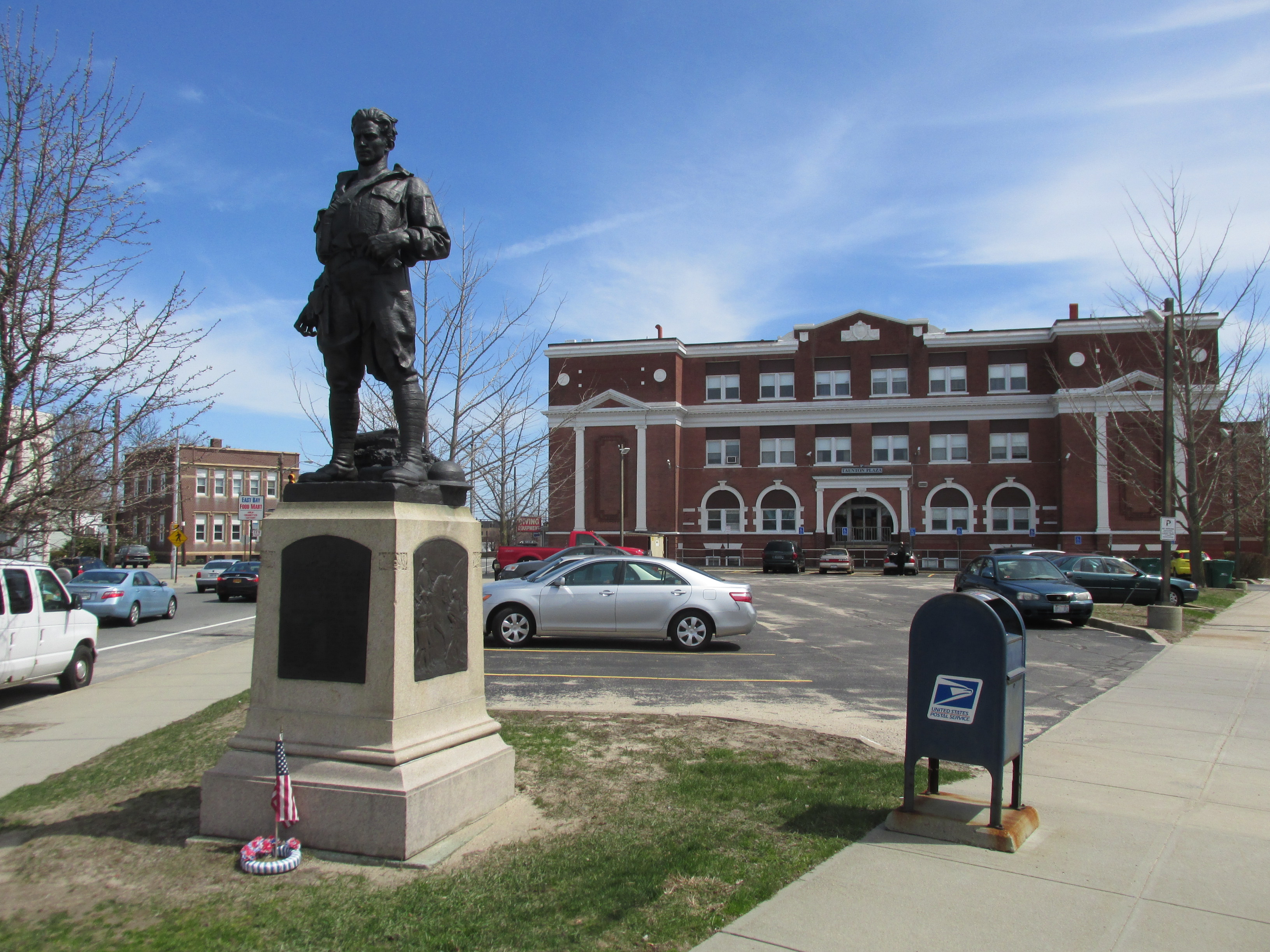
5. East Providence
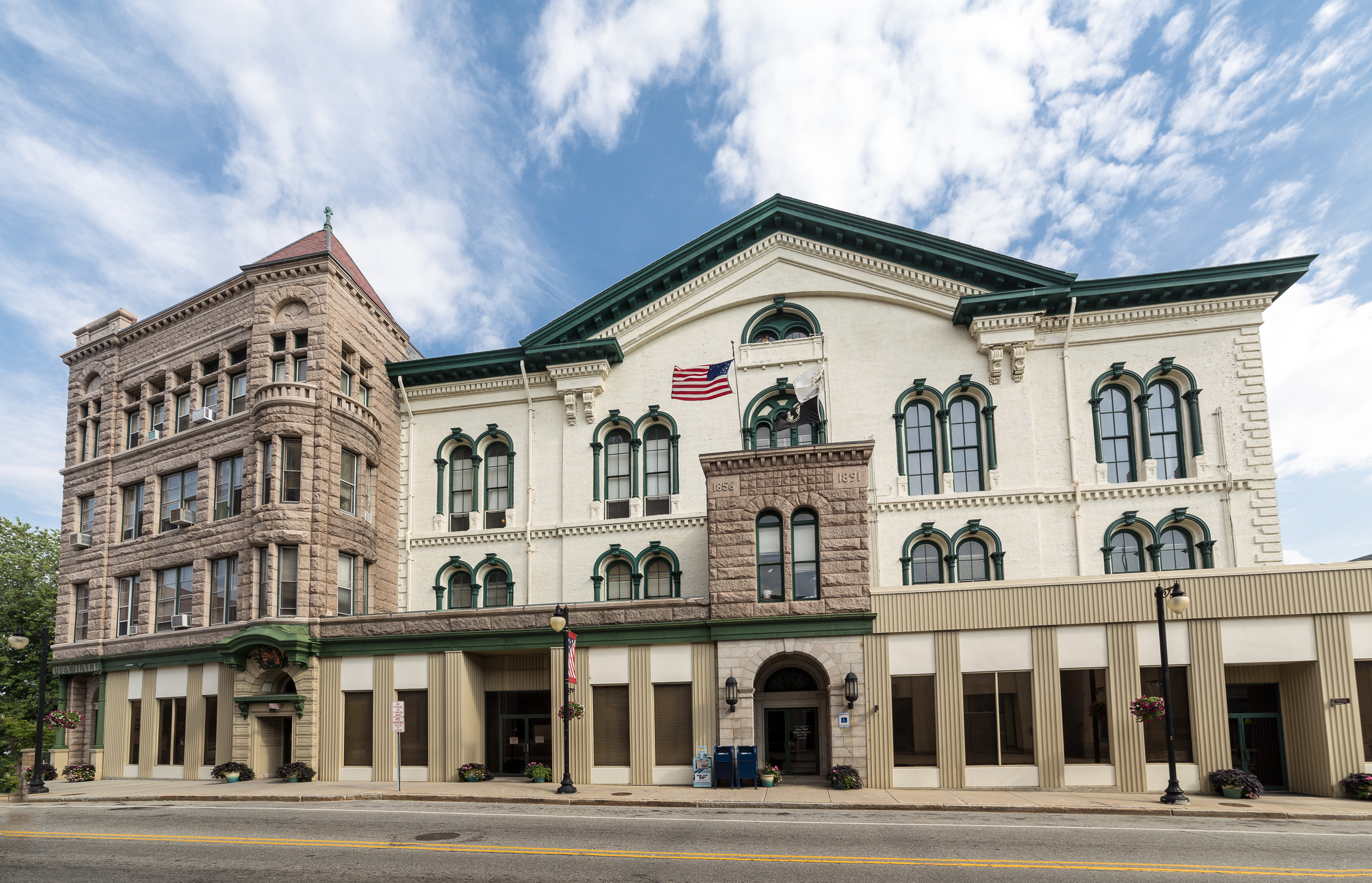
6. Woonsocket
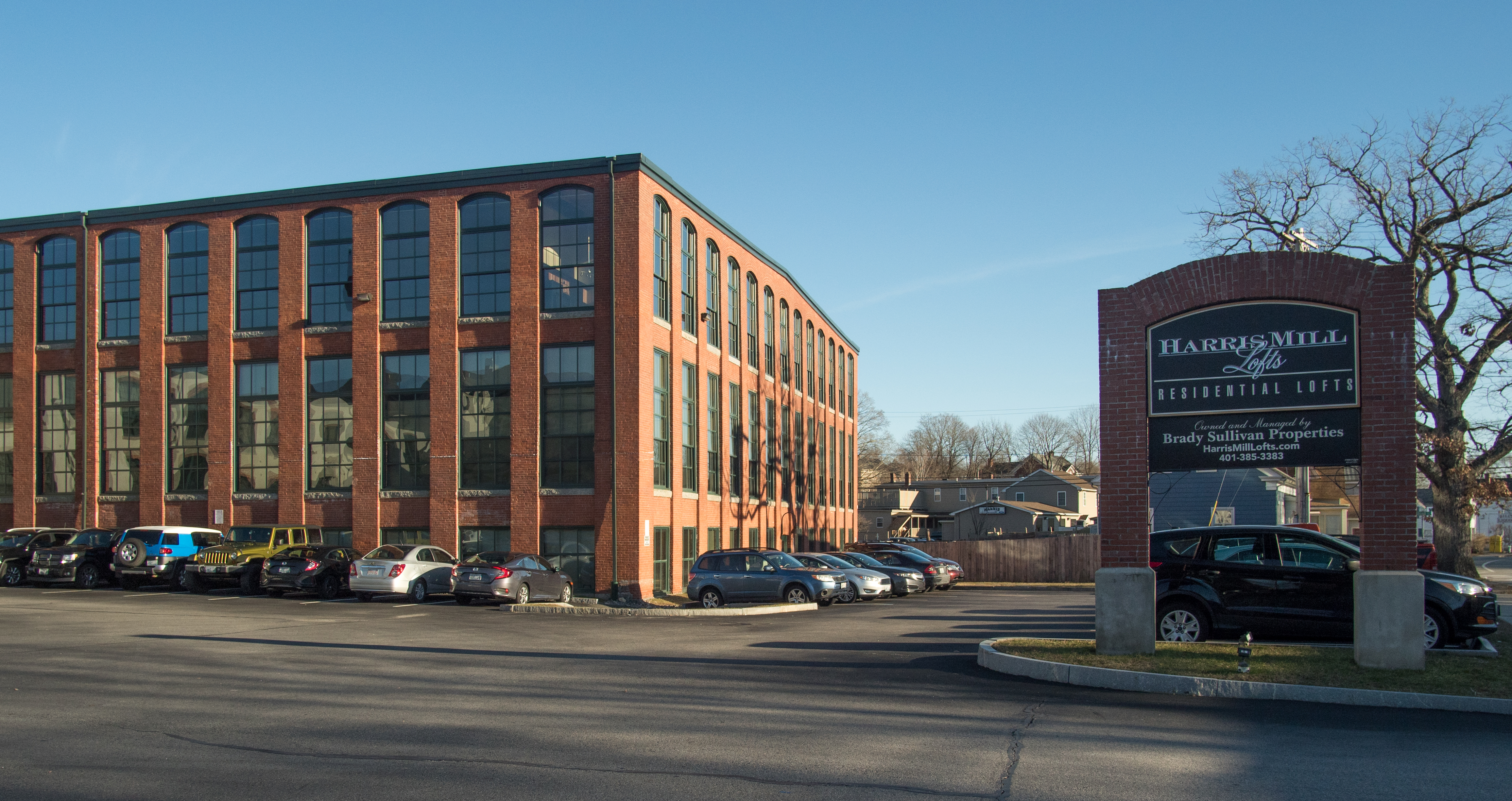
7. Coventry
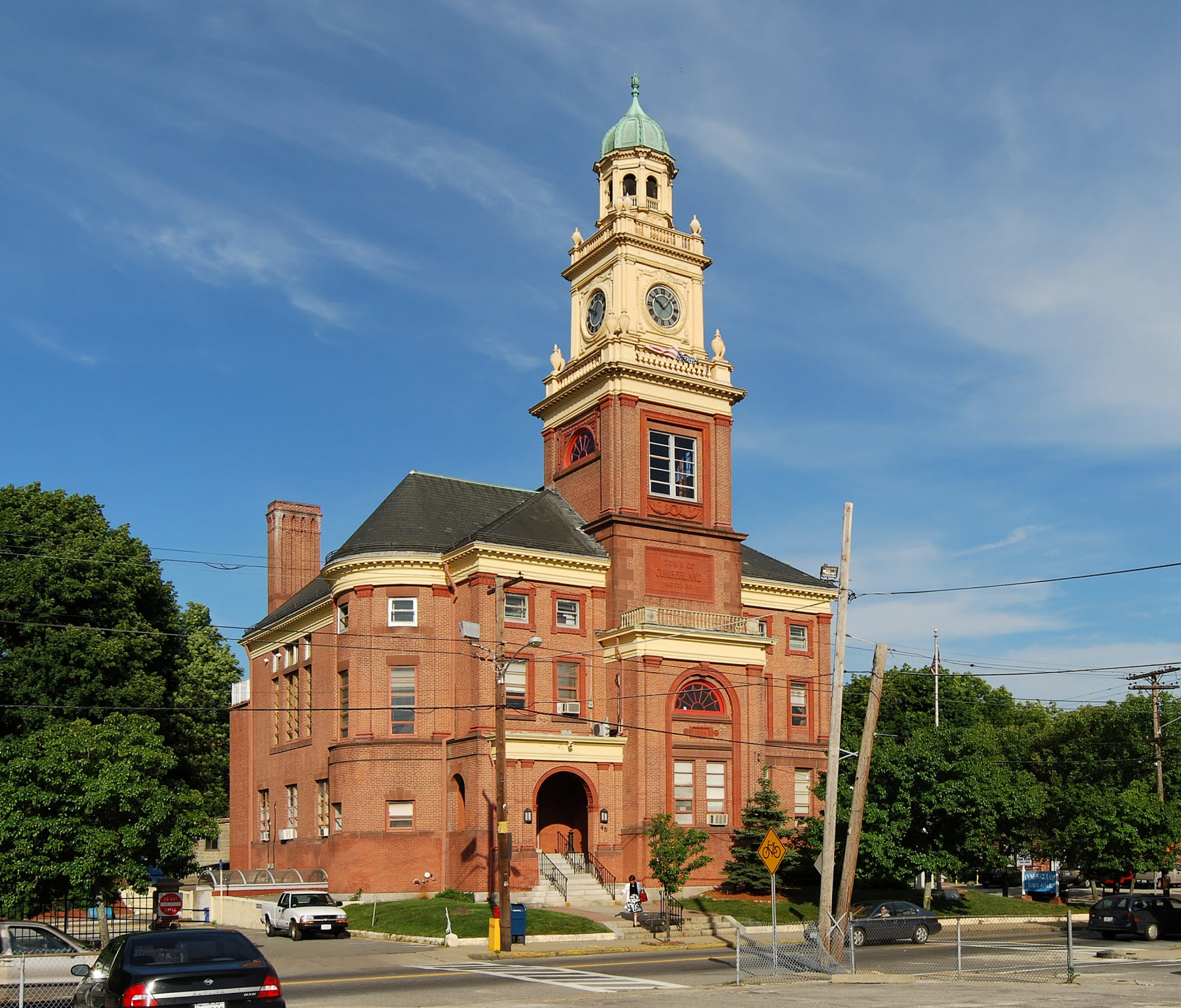
8. Cumberland
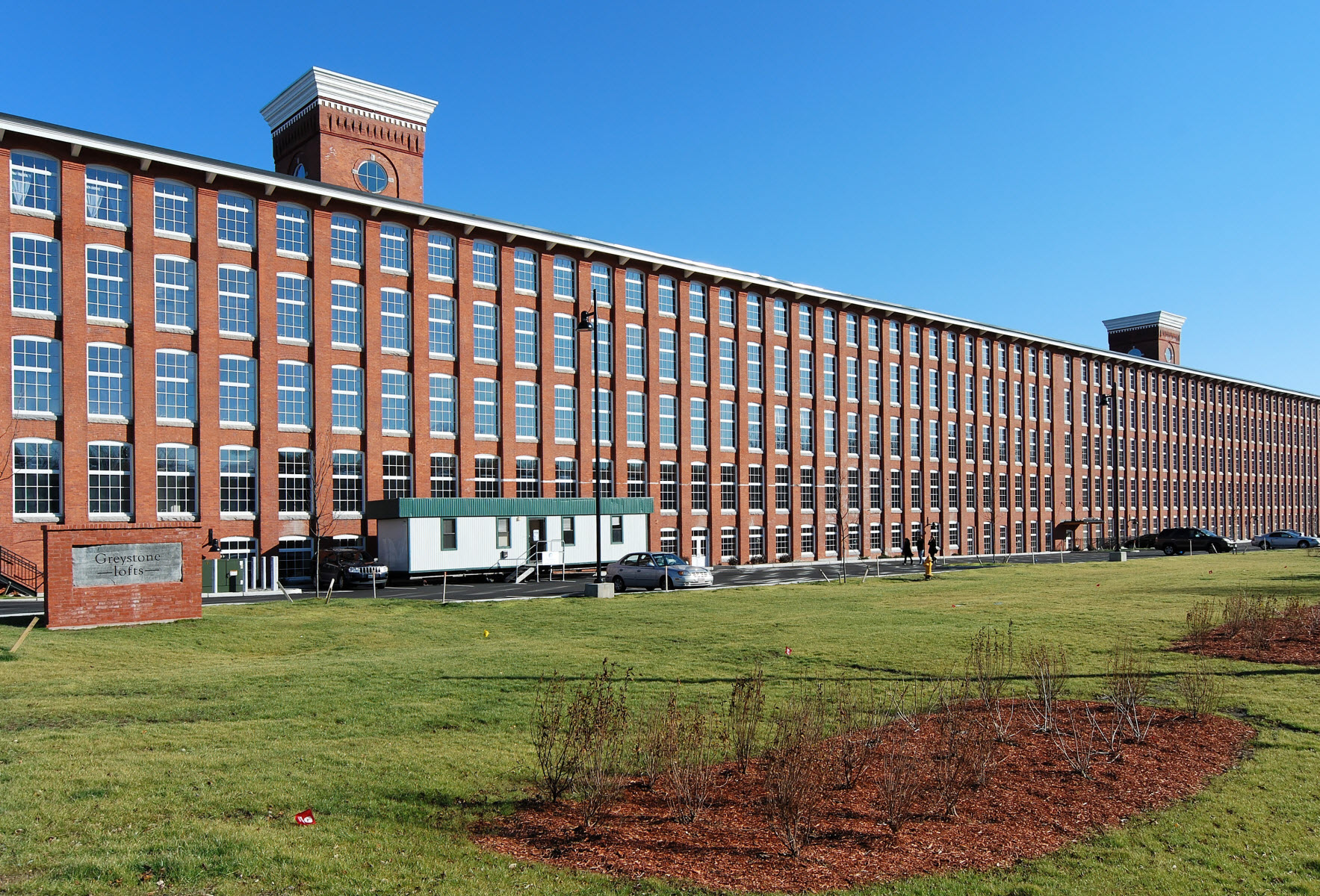
9. Providence Norte
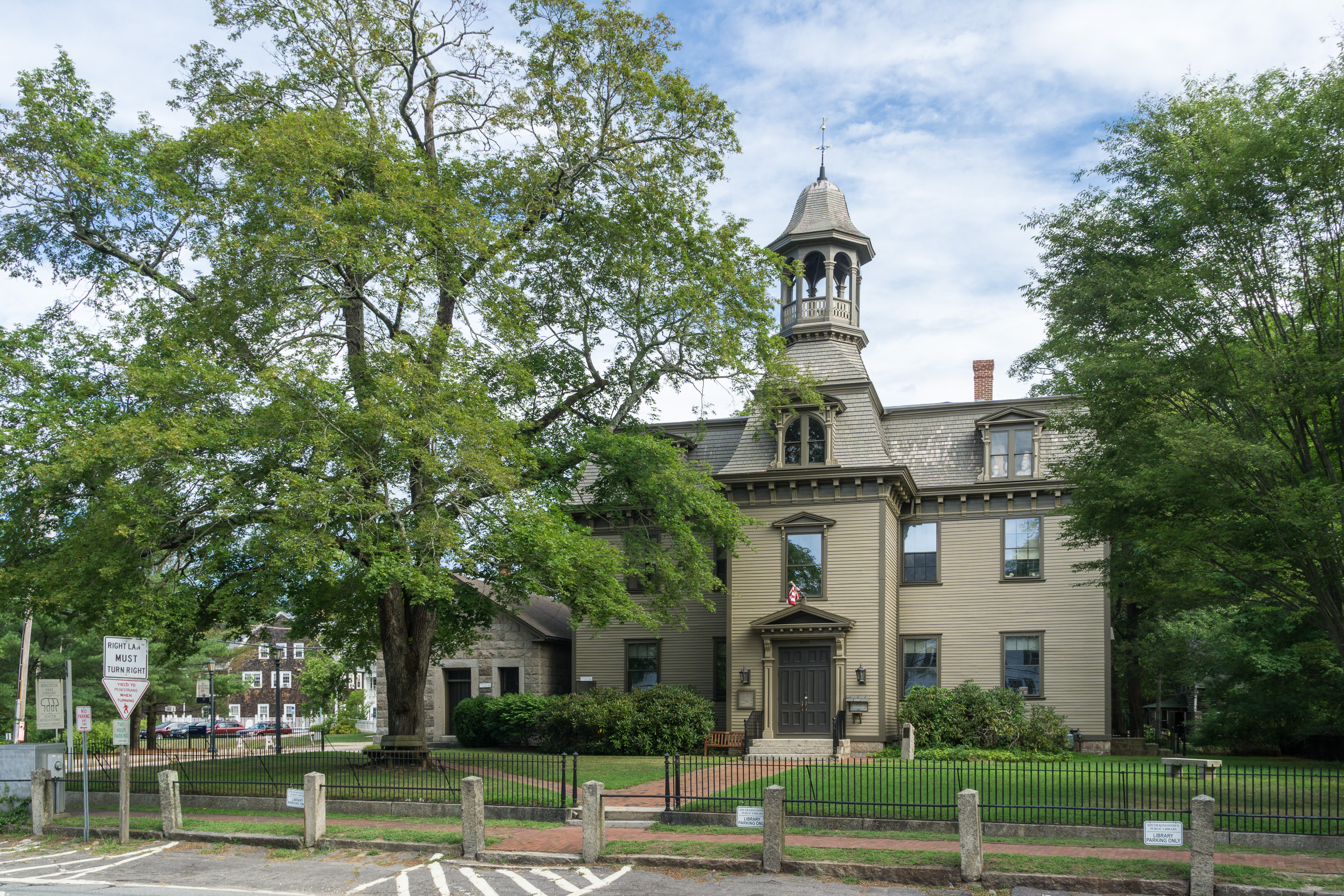
10. South Kingstown
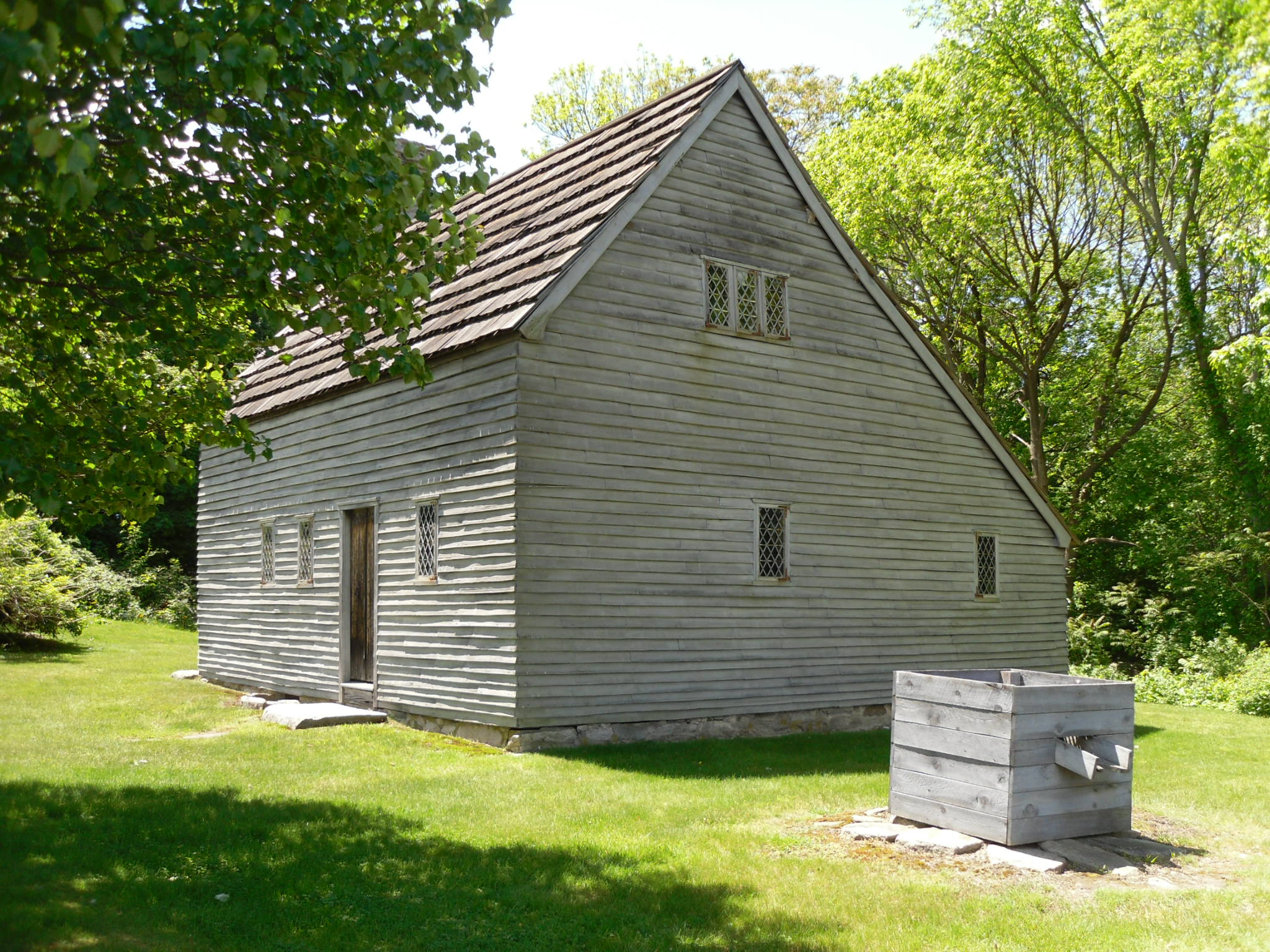
11. Johnston
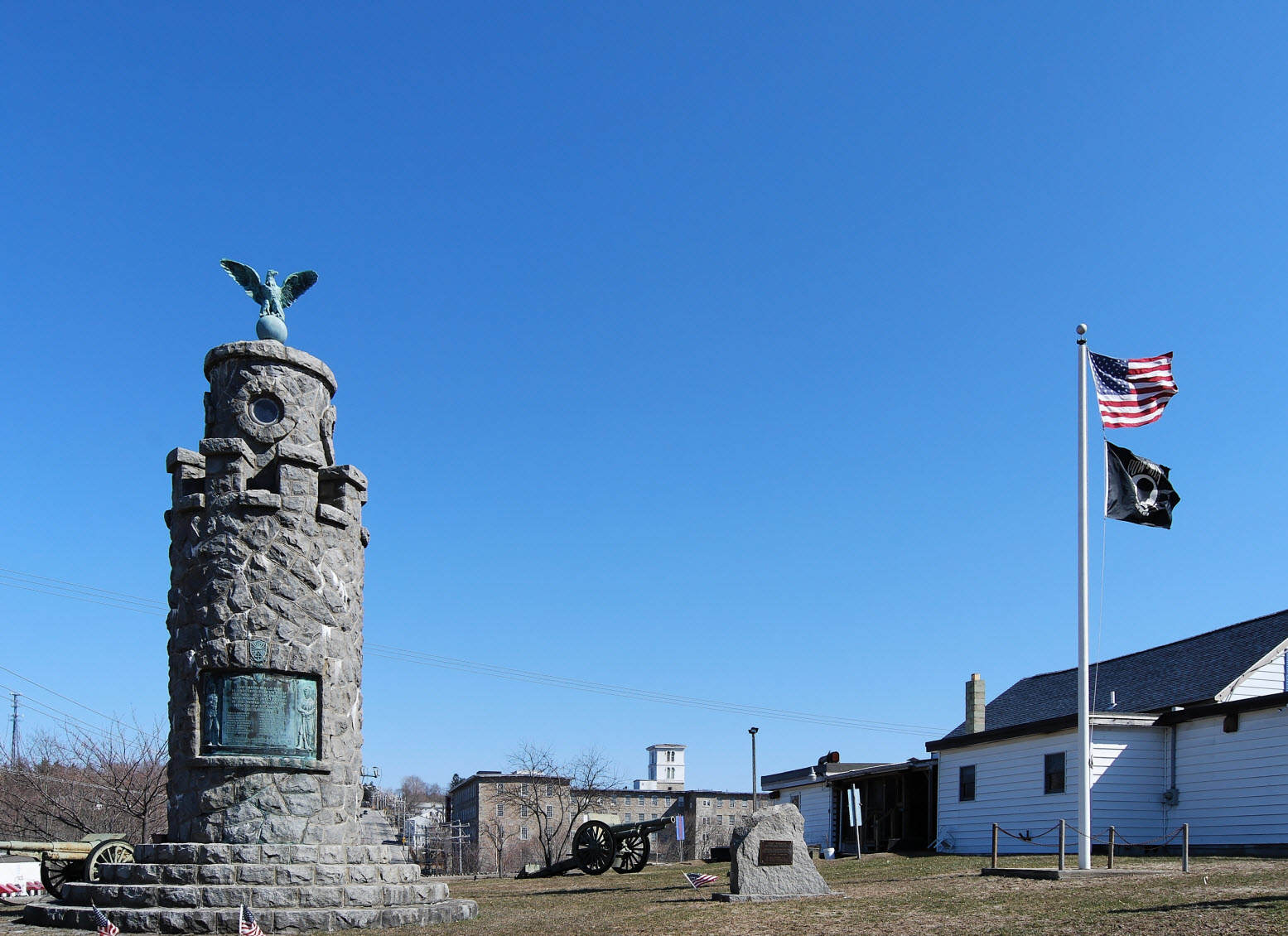
12. West Warwick
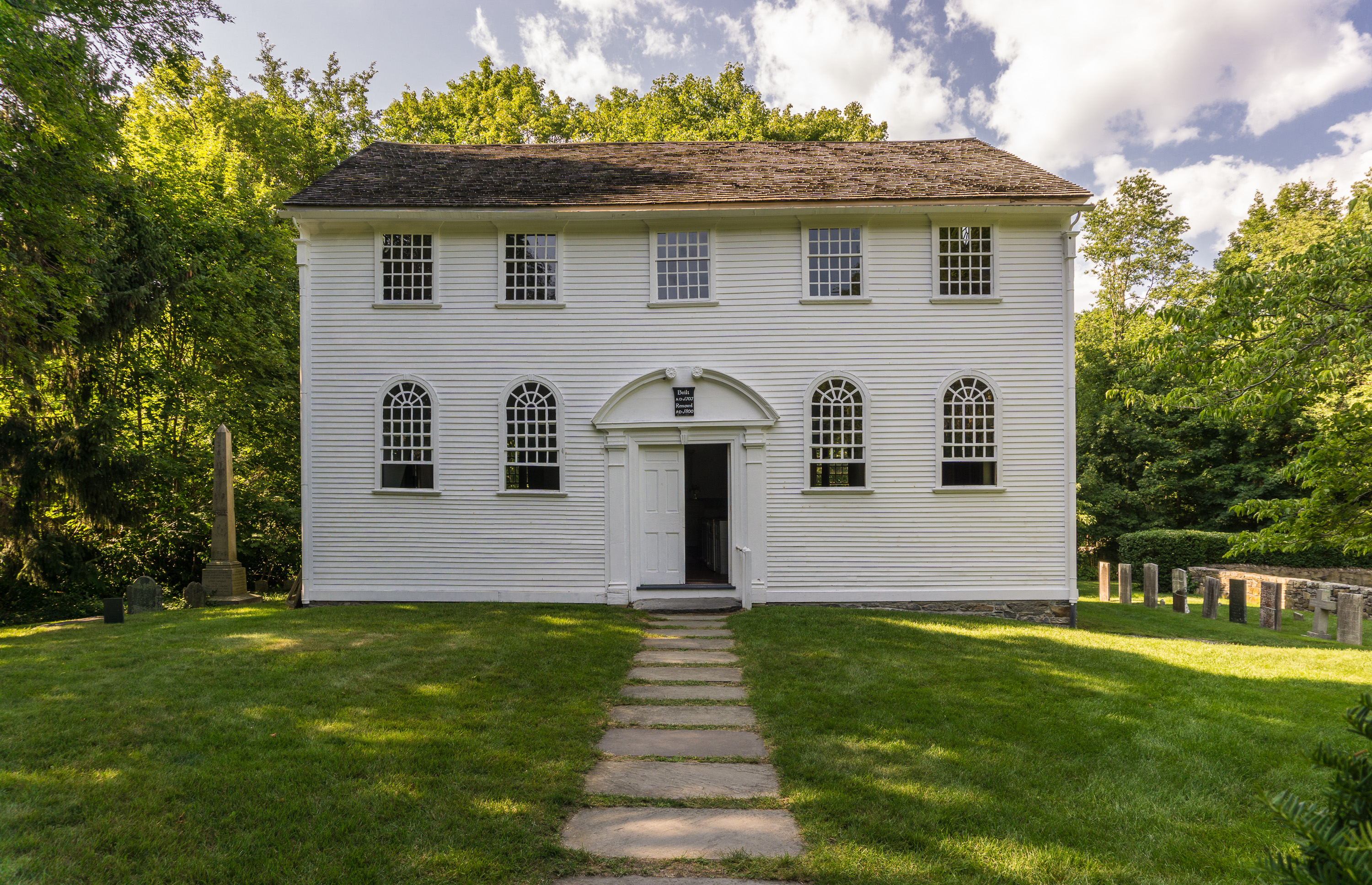
13. North Kingstown
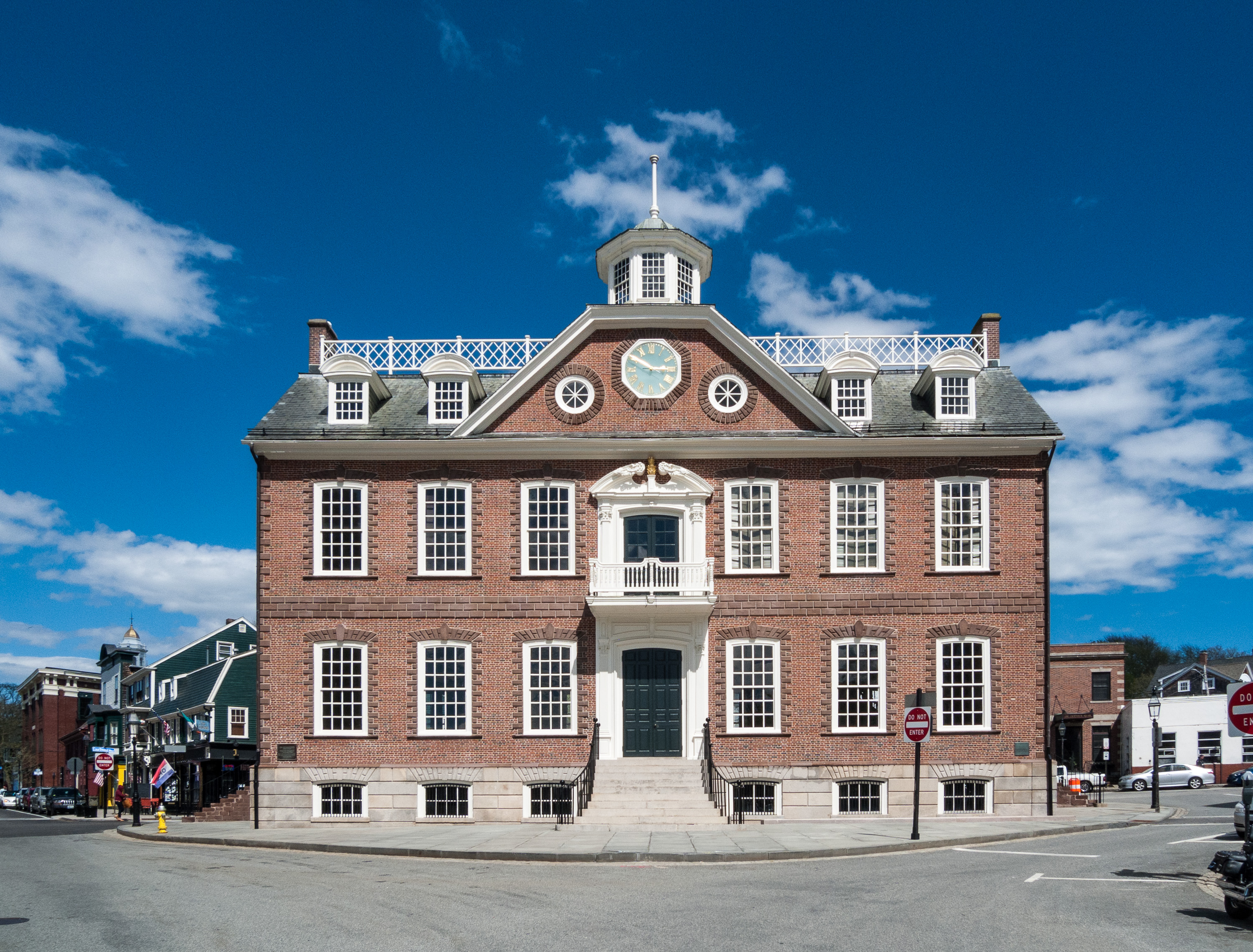
14. Newport
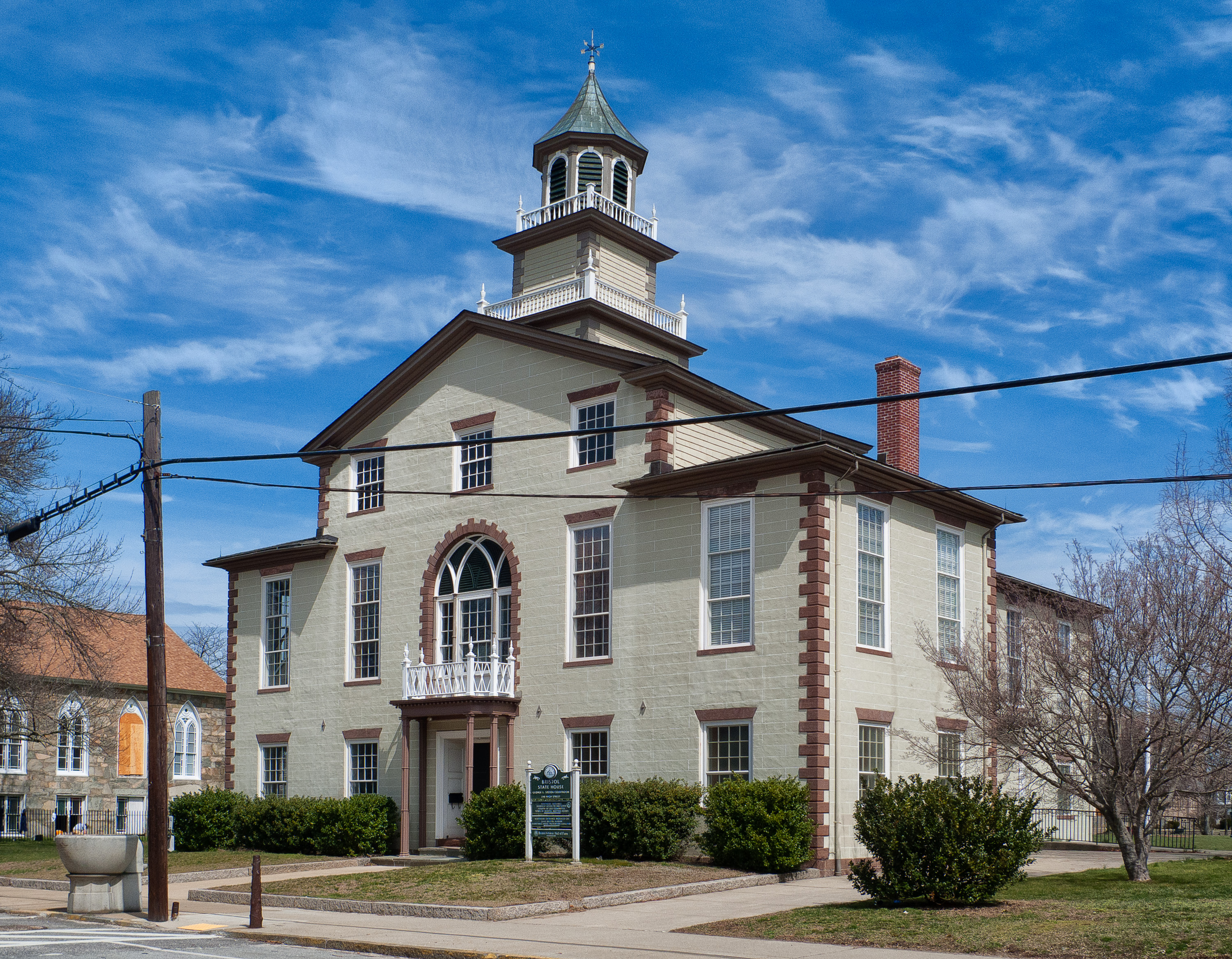
15. Bristol

## Marcos

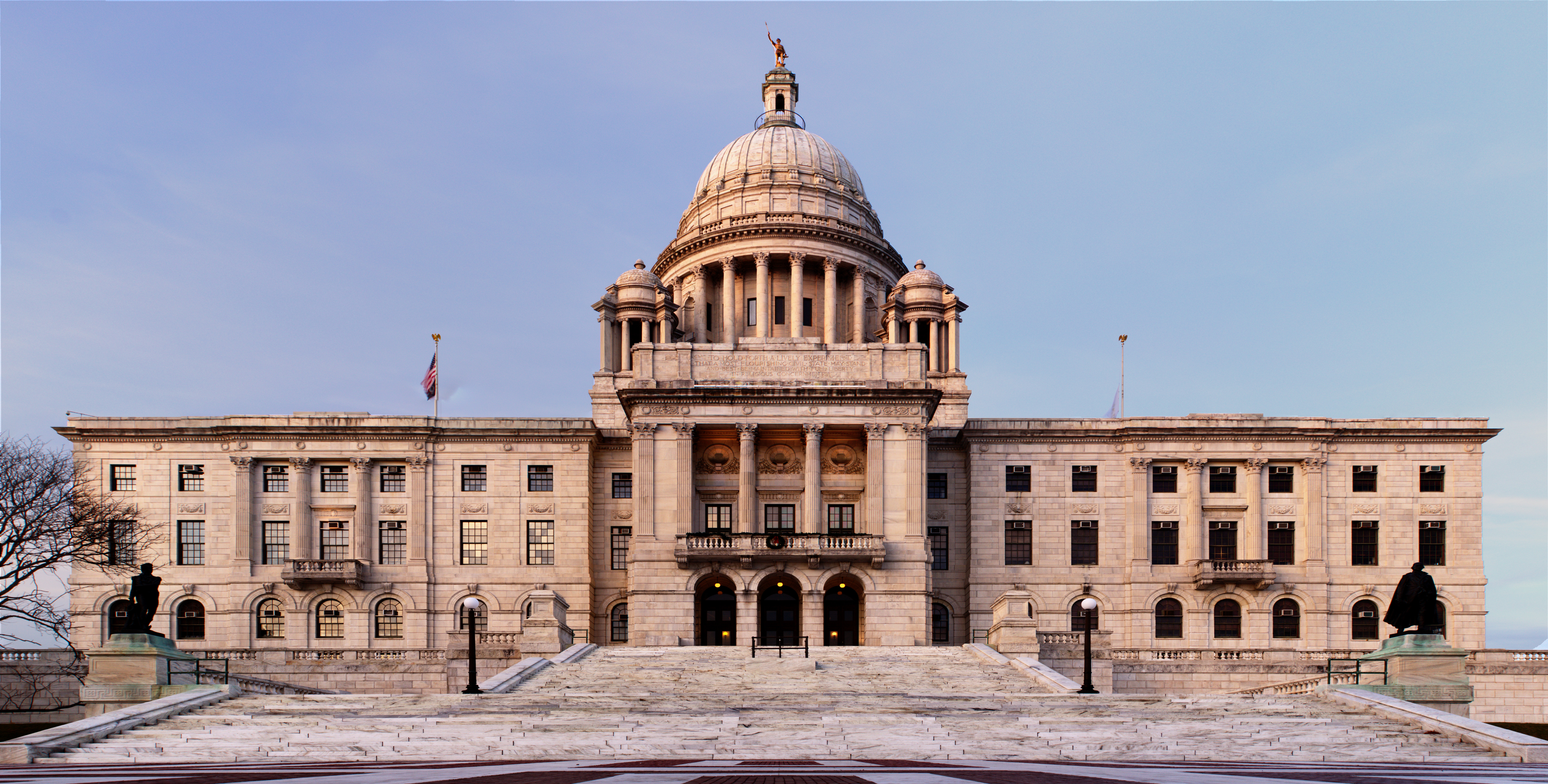
A Rhode Island State House em Providence ostenta a quarta maior cúpula de mármore autossustentada do mundo

O edifício do Capitólio do estado é feito de mármore branco georgiano. No topo está a quarta maior cúpula de mármore autoportante do mundo. Abriga a Carta Constitutiva de Rhode Island concedida pelo rei Carlos II em 1663, a carta constitutiva da Universidade Brown e outros tesouros estaduais.
A primeira Igreja Batista de Providence é a igreja batista mais antiga das Américas, fundada por Roger Williams em 1638.
A primeira estação de correios totalmente automatizada do país fica em Providence. Existem muitas mansões históricas na cidade do litoral de Newport, incluindo The Breakers, Marble House e Belcourt Castle. Também tem a Sinagoga Touro, inaugurada em 2 de dezembro de 1763, considerada pelos moradores como a primeira sinagoga dentro dos Estados Unidos (veja abaixo informações sobre a reivindicação da cidade de Nova Iorque), e ainda em funcionamento. A sinagoga exibe as liberdades religiosas estabelecidas por Roger Williams, bem como uma arquitetura impressionante em uma mistura do clássico estilo colonial e sefardita. O Casino de Newport é um complexo de edifícios Marco Histórico Nacional que abriga o International Tennis Hall of Fame e possui um clube de tênis ativo com piso de grama.

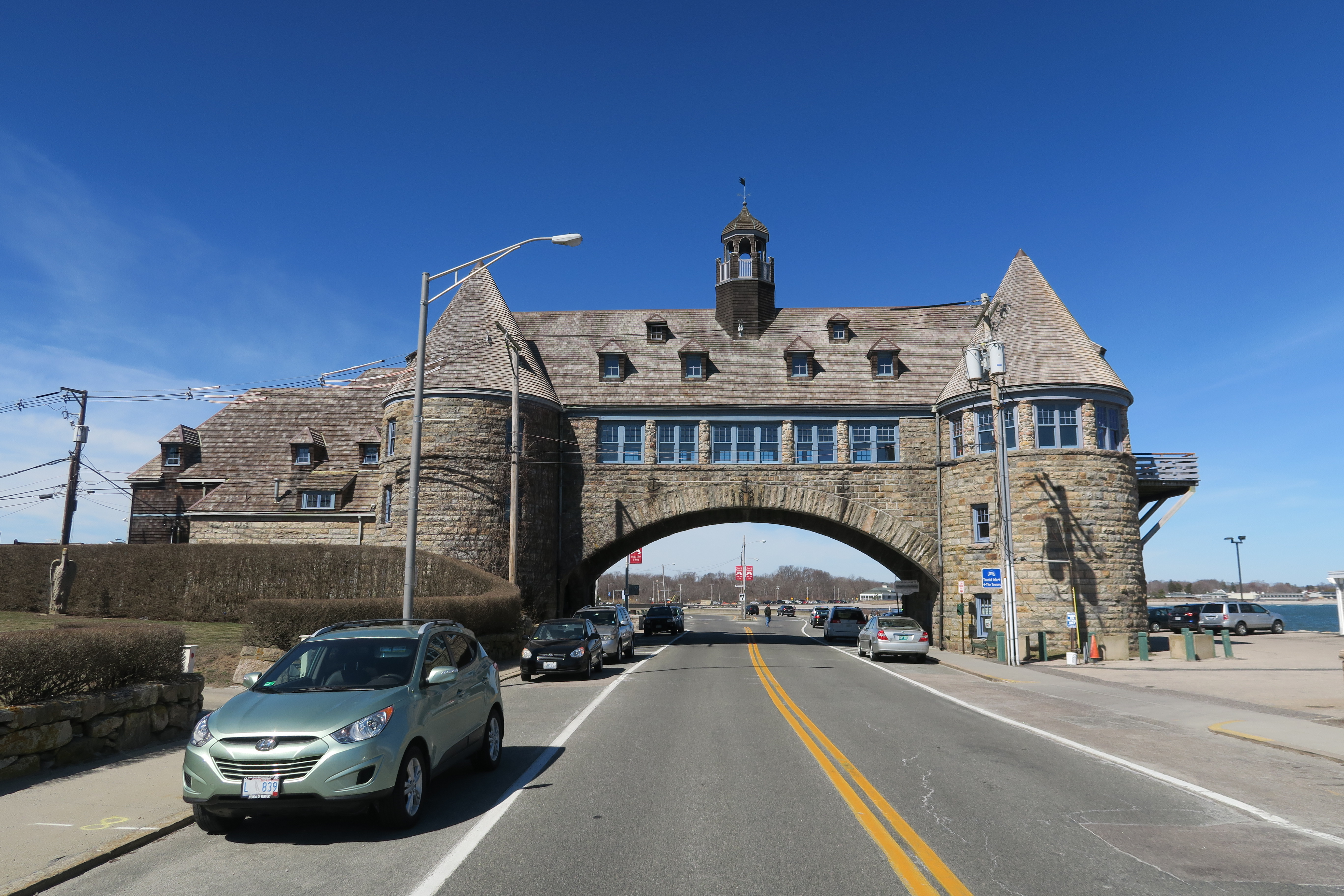
As torres são um marco Narragansett

A estrada Scenic Route 1A (conhecida localmente como Ocean Road) fica em Narragansett. " The Towers " também está em Narragansett com um grande arco de pedra. Já foi a entrada de um famoso casino Narragansett, que pegou fogo em 1900. As Torres agora servem como um local para eventos e hospedam a Câmara de Comércio local, que opera um centro de informações turísticas.
A torre de Newport foi considerada de origem viking, embora a maioria dos especialistas acredite que foi um moinho de vento da era colonial.

## Legislação ambiental

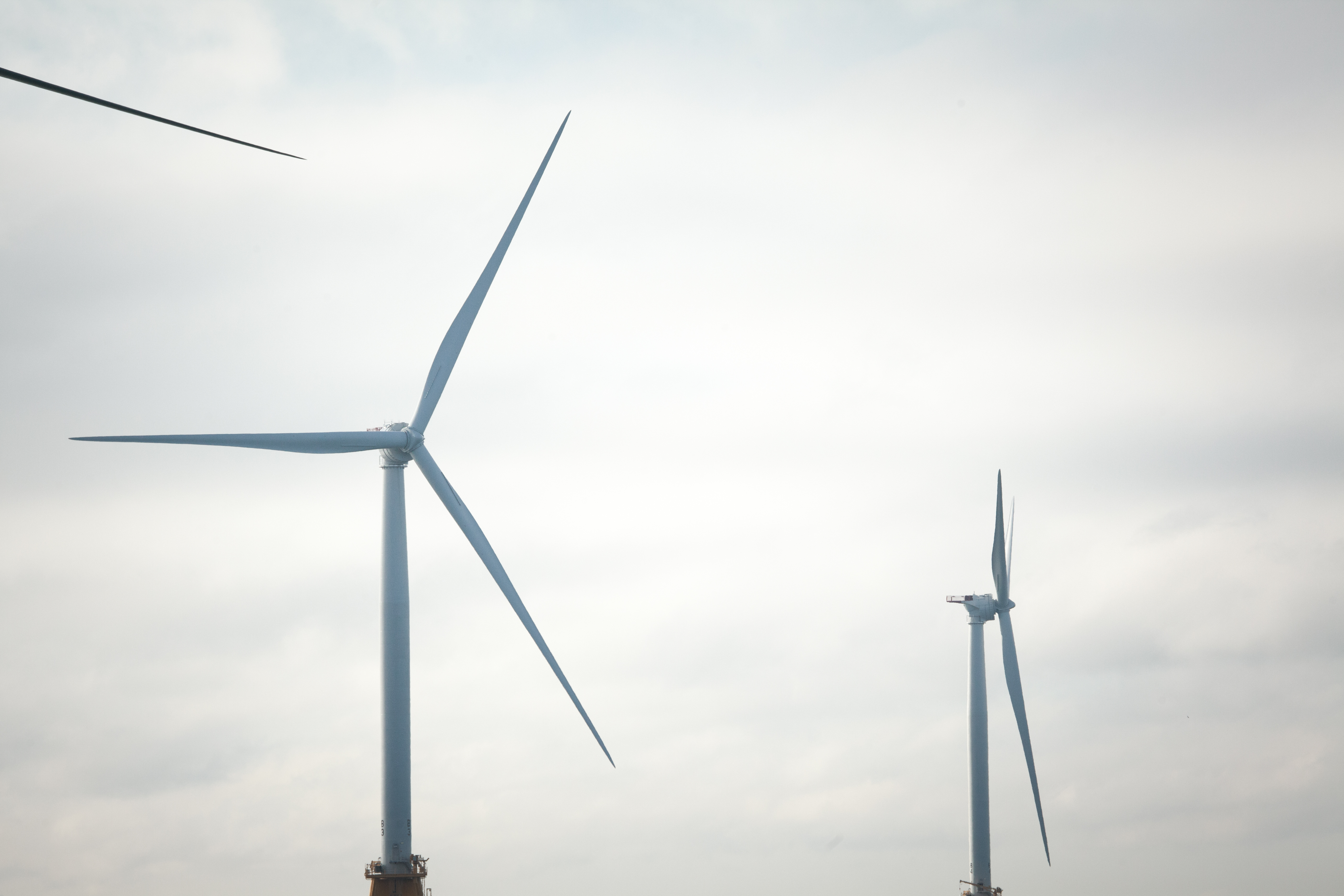
O Block Island Wind Farm é o primeiro parque eólico offshore comercial nos Estados Unidos

Em 29 de maio de 2014, o governador Lincoln D. Chafee anunciou que Rhode Island foi um dos oito estados a lançar um plano de ação colaborativo para colocar 3,3 milhões de veículos com emissão zero nas estradas até 2025. O objetivo do plano é reduzir as emissões de gases de efeito estufa e poluição atmosférica. O Plano de Ação abrange a promoção de veículos com emissões zero e o investimento na infraestrutura para apoiá-los.
Em 2014, Rhode Island recebeu doações da Agência de Proteção Ambiental no valor de $ 2 711 685 para limpar locais de brownfield em oito locais. A intenção dos subsídios era fornecer às comunidades o financiamento necessário para avaliar, limpar e redesenvolver propriedades contaminadas, impulsionar as economias locais e alavancar empregos, protegendo ao mesmo tempo a saúde pública e o meio ambiente.
Em 2013, o programa "Muita Esperança" foi estabelecido na cidade de Providence para se concentrar em aumentar os espaços verdes da cidade e a produção local de alimentos, melhorar os bairros urbanos, promover estilos de vida saudáveis e melhorar a sustentabilidade ambiental. "Lots of Hope", apoiado por uma doação de US$ 100 000, fará parceria com a cidade de Providence, o Southside Community Land Trust e a Fundação Rhode Island para converter os terrenos baldios de propriedade da cidade em fazendas urbanas produtivas.
Em 2012, Rhode Island aprovou o projeto de lei S2277 / H7412, "Um ato relacionado à Saúde e Segurança - Objetivos de Limpeza Ambiental para Escolas", informalmente conhecido como "Projeto de Lei de Localização Escolar". O projeto, patrocinado pelo senador Juan Pichardo e pelo deputado Scott Slater e sancionado pelo governador, tornou Rhode Island o primeiro estado dos EUA a proibir a construção de escolas em locais Brownfield Sites, onde existe um potencial contínuo de vapores tóxicos de impactar negativamente o ar interno qualidade. Também cria um processo de participação pública sempre que uma cidade considera construir uma escola em qualquer outro tipo de local contaminado.

## Demografia

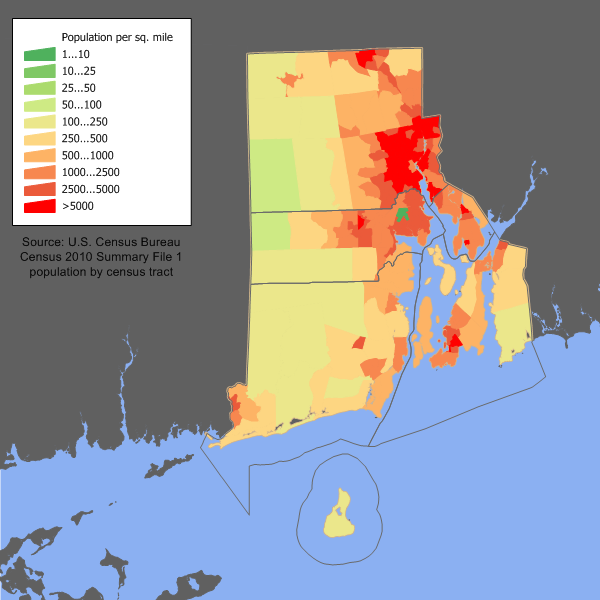
Mapa de densidade populacional de Rhode Island

O Censo dos Estados Unidos estima que a população de Rhode Island era 1 059 361 em 1 de julho de 2019, um aumento de 0,65% desde o censo dos Estados Unidos de 2010. No censo dos EUA de 2020, sua população era 1 097 379. O centro populacional de Rhode Island está localizado no Condado de Providence, na cidade de Cranston. Um corredor de população pode ser visto da área de Providence, estendendo-se para noroeste seguindo o rio Blackstone até Woonsocket, onde os moinhos do século XIX impulsionaram a indústria e o desenvolvimento.
De acordo com o censo de 2010, 81,4% da população eram brancos (76,4% brancos não hispânicos ), 5,7% eram negros ou afro-americanos, 0,6% índios americanos e nativos do Alasca, 2,9% asiáticos, 0,1% nativos havaianos e outras ilhas do Pacífico, 3,3% em duas ou mais raças. 12,4% da população total era de origem hispânica ou latina (podem ser de qualquer raça).
| Composição racial                         | 1970  | 1990  | 2000  | 2010  |
| ----------------------------------------- | ----- | ----- | ----- | ----- |
| Branco                                    | 96,6% | 91,4% | 85,0% | 81,4% |
| Preto                                     | 2,7%  | 3,9%  | 4,5%  | 5,7%  |
| Asiáticos                                 | 0,4%  | 1,8%  | 2,3%  | 2,9%  |
| Nativo                                    | 0,1%  | 0,4%  | 0,5%  | 0,6%  |
| Havaiana nativa e outro ilhéu do Pacífico | -     | -     | 0,1%  | 0,1%  |
| Outra raça                                | 0,2%  | 2,5%  | 5,0%  | 6,1%  |
| Duas ou mais raças                        | -     | -     | 2,7%  | 3,3%  |

Das pessoas que residem em Rhode Island, 58,7% nasceram em Rhode Island, 26,6% nasceram em um estado diferente, 2,0% nasceram em Porto Rico, áreas da Ilha dos EUA ou nasceram no exterior de pais americanos e 12,6% eram nascidos no estrangeiro.
De acordo com o Escritório dos Censos dos Estados Unidos, desde 2015 Rhode Island tinha uma população estimada de 1 056 298, o que representa um aumento de 1 125, ou 0,10%, em relação ao ano anterior e um aumento de 3 731, ou 0,35%, desde o ano de 2010. Isso inclui um aumento natural desde o último censo de 15 220 pessoas (ou seja, 66 973 nascimentos menos 51 753 mortes) e um aumento devido à migração líquida de 14 001 pessoas para o estado. A imigração de fora dos Estados Unidos resultou em um aumento líquido de 18 965 pessoas, e a migração dentro do país produziu uma redução líquida de 4 964 pessoas.
Os hispânicos no estado representam 12,8% da população, predominantemente dominicanos, porto-riquenhos e guatemaltecos.
De acordo com o censo norte-americano de 2000, 84% da população com 5 anos ou mais falava apenas inglês americano, enquanto 8,07% falavam espanhol em casa, 3,80% português, 1,96% francês, 1,39% italiano e 0,78% falavam outras línguas em casa.
O grupo étnico mais populoso do estado, os brancos não hispânicos, diminuiu de 96,1% em 1970 para 76,5% em 2011. Em 2011, 40,3% dos filhos de Rhode Island com menos de um ano pertenciam a grupos de minorias raciais ou étnicas, o que significa que tinham pelo menos um dos pais que não era branco não hispânico.
6,1% da população de Rhode Island tinha menos de 5 anos, 23,6% tinha menos de 18 anos e 14,5% tinha 65 anos ou mais. As mulheres representavam aproximadamente 52% da população.
De acordo com a Pesquisa da Comunidade Americana de 2010-2015, os maiores grupos de ancestrais foram irlandeses (18,3%), italianos (18,0%), ingleses (10,5%), franceses (10,4%) e portugueses (9,3%).
Rhode Island tem uma percentagem mais elevada de americanos de ascendência portuguesa, incluindo portugueses americanos e cabo-verdianos, do que qualquer outro estado do país. Além disso, o estado também tem o maior percentual de imigrantes liberianos, com mais de 15 000 residentes no estado. Os ítalo-americanos constituem uma pluralidade no condado de Providence, no centro e no sul, e os franco-canadenses americanos formam uma grande parte do norte do condado de Providence. Os irlandeses americanos têm uma forte presença nos condados de Newport e Kent. Os americanos de ascendência inglesa ainda estão presentes no estado, especialmente no condado de Washington, e costumam ser chamados de "Ianques do pântano". Os imigrantes africanos, incluindo cabo-verdianos americanos, liberianos americanos, nigerianos americanos e ganenses americanos, formam comunidades significativas e em crescimento em Rhode Island.
Embora Rhode Island tenha a menor área de terra de todos os 50 estados, tem a segunda maior densidade populacional de qualquer estado da União, atrás apenas de Nova Jérsia.

### Dados de nascimento
| Raça                         | 2013          | 2014          | 2015          | 2016          | 2017          | 2018          | 2019          |
| ---------------------------- | ------------- | ------------- | ------------- | ------------- | ------------- | ------------- | ------------- |
| Branco :                     | 8 672 (80,2%) | 8 734 (80,7%) | 8 824 (80,3%) | ...           | ...           | ...           | ...           |
| Branco não hispânico         | 6 572 (60,8%) | 6 573 (60,7%) | 6 702 (61,0%) | 6 338 (58,7%) | 6 142 (57,7%) | 6 008 (57,2%) | 5 564 (54,7%) |
| Preto                        | 1 411 (13,0%) | 1 365 (12,6%) | 1 392 (12,7%) | 784 (7,3%)    | 776 (7,3%)    | 783 (7,5%)    | 836 (8,2%)    |
| Asiáticos                    | 598 (5,5%)    | 594 (5,5%)    | 639 (5,8%)    | 565 (5,2%)    | 542 (5,1%)    | 519 (4,9%)    | 496 (4,9%)    |
| Índio americano              | 128 (1,2%)    | 130 (1,2%)    | 138 (1,2%)    | 63 (0,6%)     | 51 (0,5%)     | 41 (0,4%)     | 46 (0,4%)     |
| Hispânico (de qualquer raça) | 2 453 (22,7%) | 2 585 (23,9%) | 2 622 (23,8%) | 2 684 (24,8%) | 2 760 (25,9%) | 2 756 (26,2%) | 2 921 (28,7%) |
| Total Rhode Island           | 10 809 (100%) | 10 823 (100%) | 10 993 (100%) | 10 798 (100%) | 10 638 (100%) | 10 506 (100%) | 10 175 (100%) |

- Desde 2016, os dados de nascimentos de origem hispânica branca não são coletados, mas incluídos em um grupo hispânico; as pessoas de origem hispânica podem ser de qualquer raça.

### Religião
| Afiliações religiosas (2014) | Afiliações religiosas (2014) | Afiliações religiosas (2014) | Afiliações religiosas (2014) | Afiliações religiosas (2014) |
| ---------------------------- | ---------------------------- | ---------------------------- | ---------------------------- | ---------------------------- |
|                              |                              |                              |                              |                              |
| Cristã                       | Cristã                       |                              | 75%                          | 75%                          |
| Católica                     | Católica                     |                              | 42%                          | 42%                          |
| Protestante                  | Protestante                  |                              | 30%                          | 30%                          |
| Outra cristã                 | Outra cristã                 |                              | 3%                           | 3%                           |
| Sem filiação                 | Sem filiação                 |                              | 20%                          | 20%                          |
| Judaica                      | Judaica                      |                              | 1%                           | 1%                           |
| Hindus                       | Hindus                       |                              | 1%                           | 1%                           |
| Budistas                     | Budistas                     |                              | 1%                           | 1%                           |
| Outras religiões             | Outras religiões             |                              | 2%                           | 2%                           |

Uma pesquisa da Pew sobre a auto-identificação religiosa dos residentes de Rhode Island mostrou a seguinte distribuição de afiliações: Católica 42%, Protestante 30%, Judaica 1%, Testemunhas de Jeová 2%, Budismo 1%, Mormonismo 1%, Hinduísmo 1% e Não-religioso 20%. As maiores denominações são a Igreja Católica com 456 598 adeptos, a Igreja Episcopal com 19 377, a American Baptist Churches USA com 15 220 e a Igreja Metodista Unida com 6 901 afiliações.
Rhode Island tem a maior proporção de residentes católicos de qualquer estado, principalmente devido à grande imigração irlandesa, italiana e franco-canadense no passado; recentemente, comunidades portuguesas e várias comunidades hispânicas significativas também foram estabelecidas no estado. Embora tenha a maior porcentagem geral de católicos de qualquer estado, nenhum dos condados de Rhode Island está entre os dez mais católicos dos Estados Unidos, já que os católicos estão uniformemente espalhados por todo o estado.

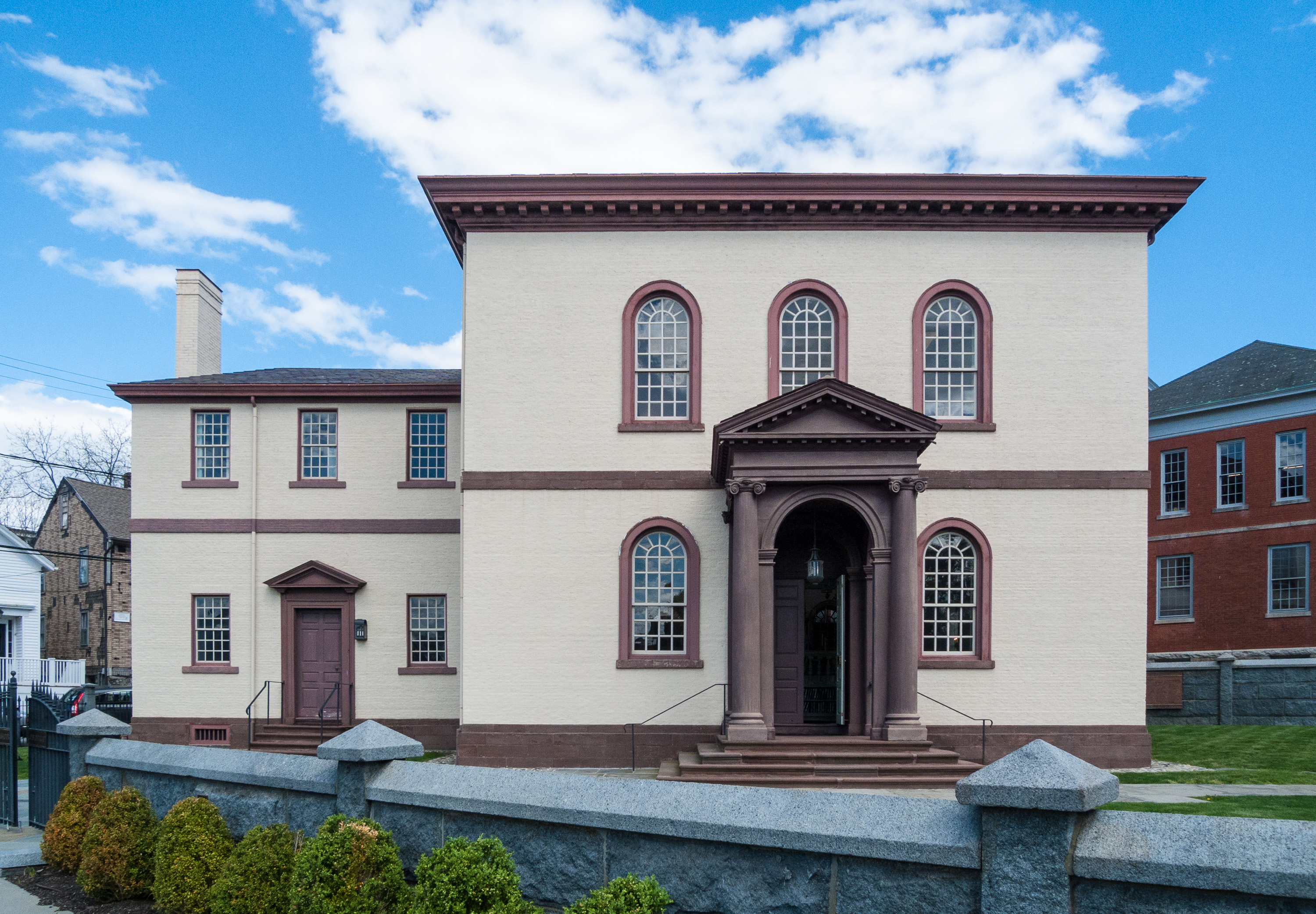
A Sinagoga Touro em Newport é o edifício de sinagoga mais antigo existente nos Estados Unidos

## Economia
A economia de Rhode Island teve uma base colonial na pesca.

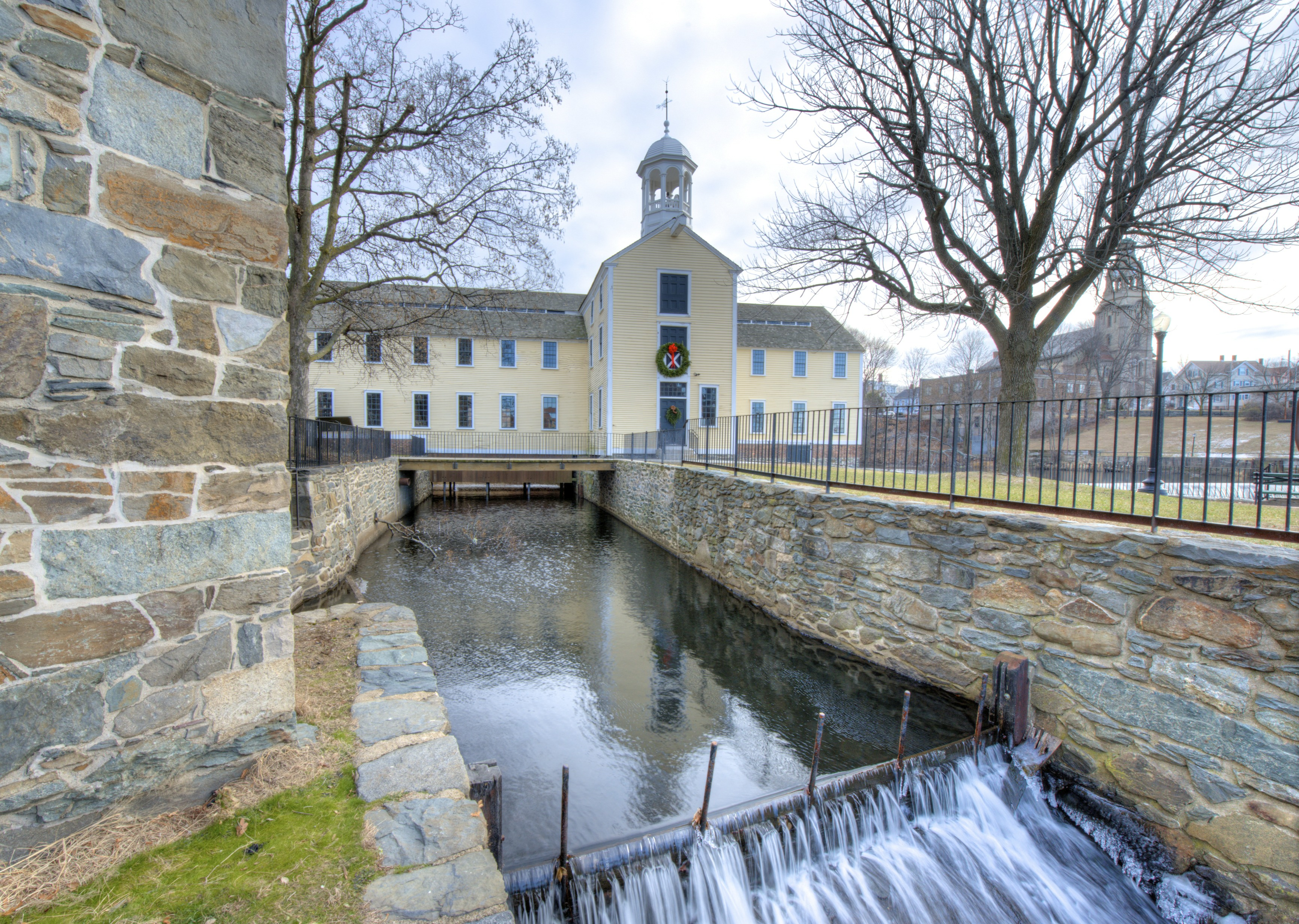
Slater Mill em Pawtucket é citado como o berço da Revolução Industrial nos Estados Unidos

O Vale do Rio Blackstone foi um dos principais contribuintes da Revolução Industrial Americana. Foi em Pawtucket que Samuel Slater fundou a fábrica Slater em 1793, usando a energia hidráulica do rio Blackstone para abastecer sua fábrica de algodão. Por um tempo, Rhode Island foi um dos líderes em têxteis. No entanto, com a Grande Depressão, a maioria das fábricas têxteis se mudou para estados do sul dos Estados Unidos. A indústria têxtil ainda faz parte da economia de Rhode Island, mas não tem a mesmo influência.
Outras indústrias importantes no passado de Rhode Island incluíam a fabricação de ferramentas, bijuterias e talheres. Um subproduto interessante da história industrial de Rhode Island é o número de fábricas abandonadas, muitas das quais agora são condomínios, museus, escritórios e residências para idosos e de baixa renda. Hoje, grande parte da economia de Rhode Island é baseada em serviços, especialmente saúde e educação, e ainda na fabricação em certa medida. A história náutica do estado continua no século XXI na forma de construção de submarinos nucleares.
De acordo com a Pesquisa das Comunidades Americanas de 2013, Rhode Island tem os professores do ensino fundamental mais bem pagos do país, com um salário médio de $ 75 028 (ajustado pela inflação).
A sede do Citizens Financial Group, o 14º maior banco dos Estados Unidos, fica em Providence. As empresas da Fortune 500, CVS Caremark e Textron, estão sediadas em Woonsocket e Providence, respectivamente. FM Global, GTECH Corporation, Hasbro, American Power Conversion, Nortek e Amica Mutual Insurance são todas empresas da Fortune 1000 com sede em Rhode Island.
A produção total bruta de Rhode Island em 2000 foi de $ 46,18 mil milhões (ajustada à inflação), colocando-a em 45º lugar no país. Sua renda pessoal per capita em 2000 foi de $ 41 484 (ajustada pela inflação), a 16ª do país. Rhode Island tem o nível mais baixo de consumo de energia per capita de qualquer estado. Além disso, Rhode Island é classificado como o 5º estado com maior eficiência energética do país. Em dezembro de 2012, a taxa de desemprego do estado era de 10,2%. Isso foi gradualmente reduzido para 3,5% em novembro de 2019, no entanto, a pandemia de coronavírus trouxe a taxa de desemprego para uma alta de 18,1% em abril de 2020. Desde então, reduziu para 10,5% em setembro de 2020 e prevê-se que diminua ainda mais para 7% em outubro de 2020.
Os serviços de saúde são a maior indústria de Rhode Island. Em segundo lugar está o turismo, sustentando 39 000 empregos, com vendas relacionadas ao turismo em US $ 4,56 mil milhões (corrigidos pela inflação) no ano 2000. A terceira maior indústria é a manufatura. Seus produtos industriais são construção submarina, construção naval, bijuterias, produtos de metal manufaturados, equipamentos elétricos, maquinários e construção naval. Os produtos agrícolas de Rhode Island são estoques de viveiro, vegetais, laticínios e ovos.
Os impostos de Rhode Island eram sensivelmente mais altos do que os dos estados vizinhos, porque o imposto de renda de Rhode Island era baseado em 25% do pagamento do imposto de renda federal do pagador. O ex-governador Donald Carcieri afirmou que a a quota mais alta teve um efeito inibitório sobre o crescimento dos negócios no estado e pediu reduções para aumentar a competitividade do ambiente de negócios do estado. Em 2010, a Assembleia Geral de Rhode Island aprovou uma nova estrutura de imposto de renda estadual que o governador Carcieri aprovou em 9 de junho de 2010. A revisão do imposto de renda tornou Rhode Island competitivo com outros estados da Nova Inglaterra, reduzindo sua taxa máxima de imposto para 5,99% e reduzindo o número de faixas de impostos para três. O primeiro imposto de renda do estado foi promulgado em 1971.

### Maiores empregadores
Desde 2011, os mais empregadores de Rhode Island (excluindo empregado das municipalidades) são:
| Classificação | Empregador                                                                           | Funcionários | Notas |
| ------------- | ------------------------------------------------------------------------------------ | ------------ | --- |
| 1             | Estado de Rhode Island                                                               | 14 904       | Equivalentes em tempo integral |
| 2             | Lifespan Hospital Group                                                              | 11 869       | Rhode Island Hospital (7 024 funcionários), The Miriam Hospital (2 410), Newport Hospital (919), Emma Pendleton Bradley Hospital (800), Lifespan Corporate Services (580), Newport Alliance Newport (68), Lifespan MSO (53) e Médico domiciliar (15) |
| 3             | Governo federal dos EUA                                                              | 11 581       | Exclui 3 000 militares da ativa e 7 000 reservistas, mas inclui 250 funcionários da Colégio de Guerra Naval. |
| 4             | Diocese Católica Romana de Providence                                                | 6 200        | |
| 5             | Care New England                                                                     | 5 953        | Funcionários em: Women &amp; Infants Hospital of Rhode Island (3 134), Kent County Memorial Hospital (1 850), Butler Hospital (800), VNA of Care New England (140) e Care New England (29)                                                           |
| 6             | CVS Caremark                                                                         | 5 800        | A sede corporativa fica em Woonsocket (5 630 funcionários). A corporação também possui 170 funcionários na Pharmacare |
| 7             | Citizens Financial Group                                                             | 4 991        | A sede corporativa está em Johnston. |
| 8             | Universidade Brown                                                                   | 4 800        | Exclui funcionários estudantes. |
| 9             | Supermercado Stop & Shop (subsidiária da Ahold )                                     | 3 632        | |
| 10            | Banco da América                                                                     | 3 500        | |
| 11            | Fidelity Investments                                                                 | 2 934        | 2 434 funcionários em Smithfield e 500 em Providence |
| 12            | Rhode Island ARC                                                                     | 2 851        | Funcionários do James L. Maher Center (700), The Homestead Group (650), Cranston Arc (374), The ARC of Blackstone Valley (350), Kent County ARC (500), The Fogarty Center (225) e Westerly Chariho, ARC (52)                                         |
| 13            | MetLife Insurance Co.                                                                | 2 604        | |
| 14            | General Dynamics Corp.                                                               | 2 243        | 2 200 funcionários da General Dynamics Electric Boat em North Kingstown e 43 funcionários da General Dynamics Information Technology - Newport em Middletown adjacente ao Naval Undersea Warfare Center                                              |
| 15            | Universidade de Rhode Island                                                         | 2 155        | |
| 16            | Walmart                                                                              | 2 078        | |
| 17            | The Jan Companies                                                                    | 2 050        | Funcionários da Jan-Co Burger King (1 500) ( franqueadora Burger King ); Newport Creamery, LLC (400), Quidnessett Country Club (100) e The Country Inn (50)                                                                                          |
| 18            | Supermercados Shaw (subsidiária da Albertsons LLC )                                  | 1 900        | |
| 19            | St. Joseph Health Services e Hospitais de Rhode Island / CharterCARE Health Partners | 1 865        | Funcionários do Hospital Nossa Senhora de Fátima (1 343) e do Hospital São José para Cuidados Especiais (522) |
| 20            | The Home Depot, Inc.                                                                 | 1 780        | |

## Transporte

### Ônibus

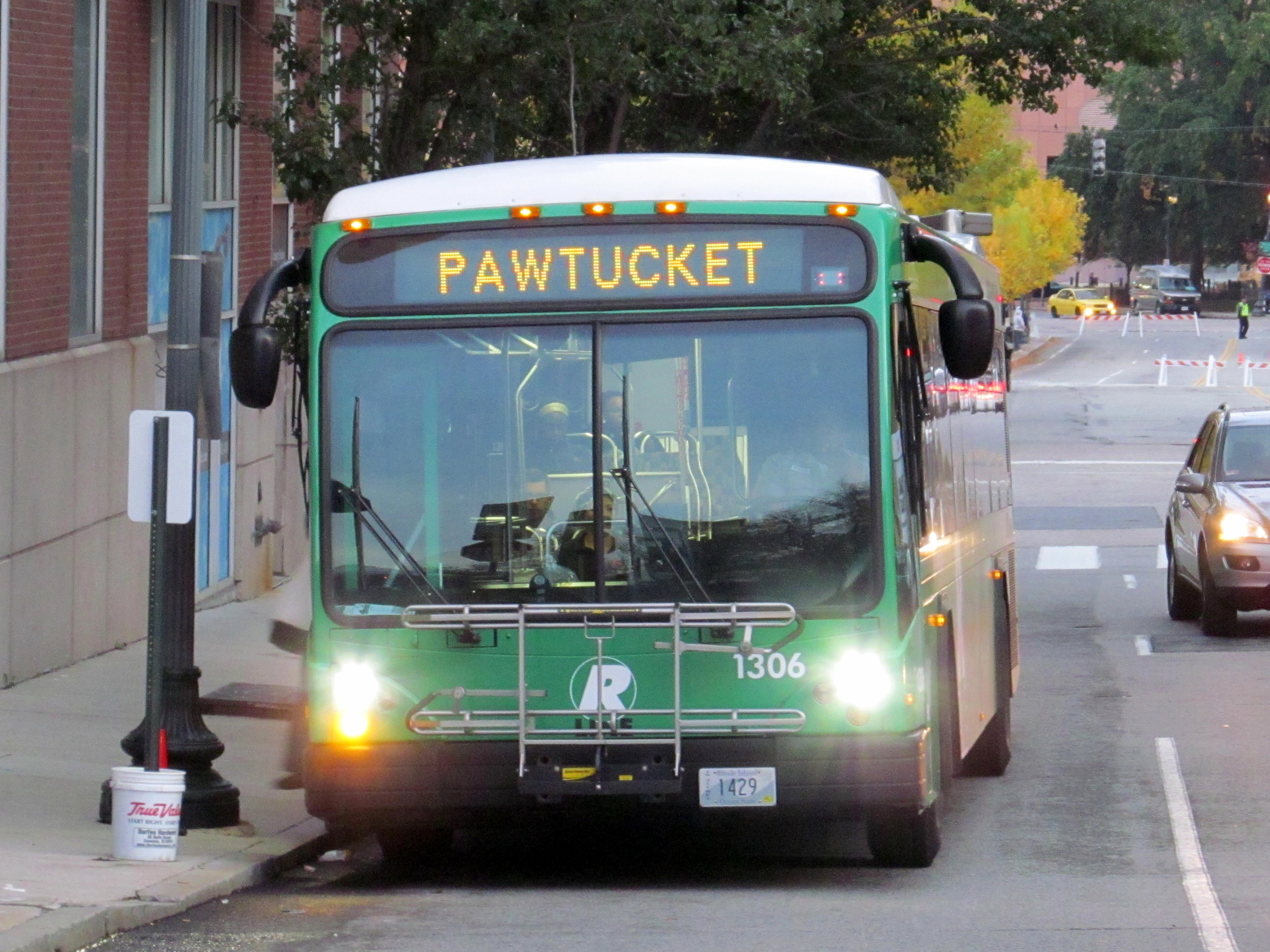
A Rhode Island Public Transit Authority opera um sistema estadual de transporte de ônibus

A Rhode Island Public Transit Authority (RIPTA) opera transporte de ônibus intra e intermunicipal em todo o estado a partir de seus centros em Kennedy Plaza em Providence, Pawtucket e Newport. As rotas de ônibus da RIPTA atendem a 38 das 39 cidades de Rhode Island. (New Shoreham em Block Island não é servido). RIPTA opera 58 rotas, incluindo serviço diurno de bonde (usando réplicas de ônibus do tipo bonde) em Providence e Newport.

### Balsa
De 2000 a 2008, a RIPTA ofereceu serviço de balsa sazonal ligando Providence e Newport (já conectada por rodovia) financiado por doações do Departamento de Transporte dos Estados Unidos. Embora o serviço fosse popular entre residentes e turistas, o RIPTA não pôde continuar após o fim do financiamento federal. O serviço foi descontinuado em 2010. O serviço foi retomado em 2016 e tem tido sucesso. O Block Island Ferry de gestão privada conecta Block Island com Newport e Narragansett com o serviço tradicional e rápido de ferry, enquanto o Prudence Island Ferry conecta Bristol com Prudence Island. Os serviços de balsa privada também ligam várias comunidades de Rhode Island aos portos em Connecticut, Massachusetts e Nova Iorque.

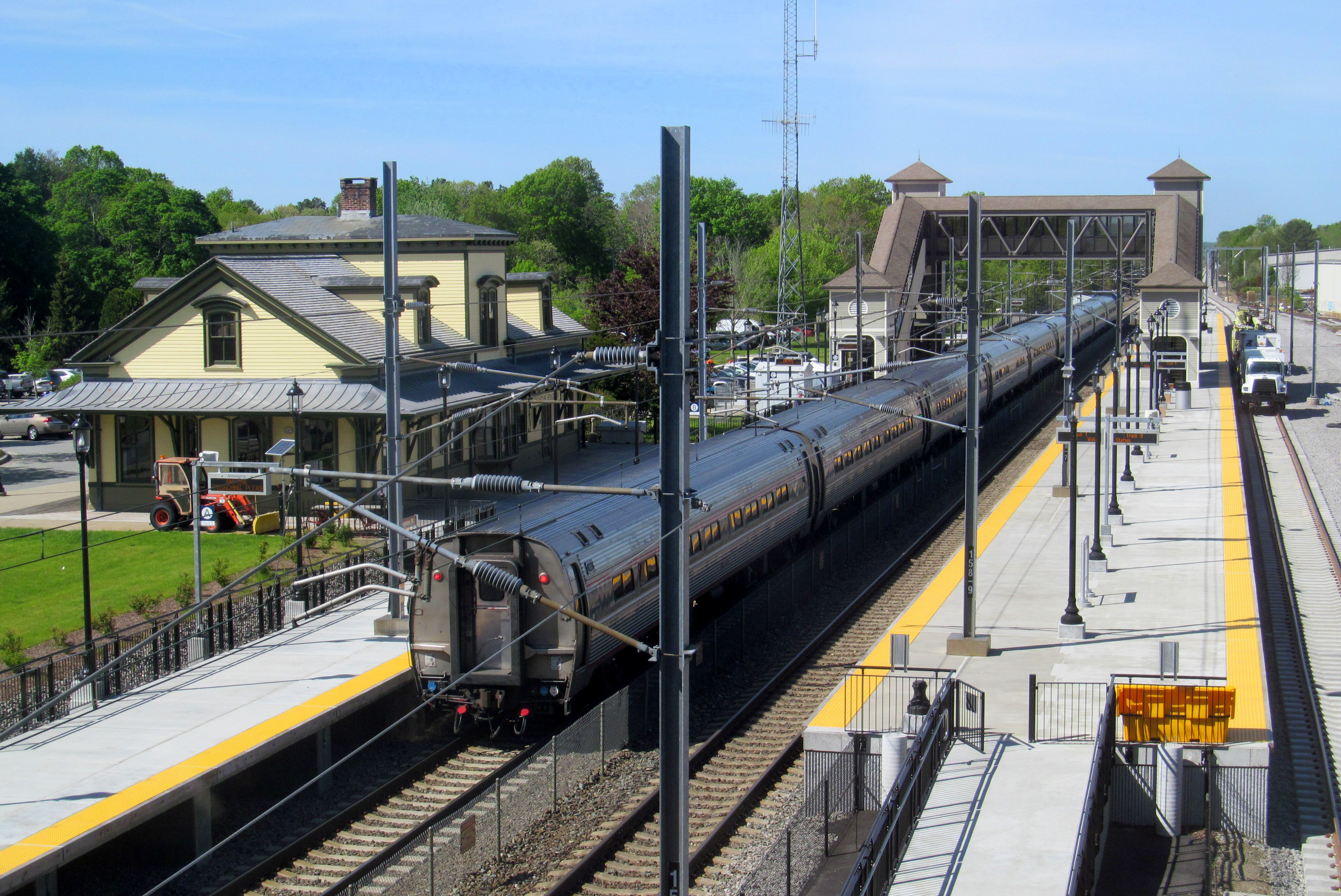
Um trem regional do Nordeste para o sul na estação Kingston

A linha Providence/Stoughton da MBTA Commuter Rail conecta Providence e aeroporto TF Green com a estação sul de Boston. A linha foi posteriormente estendida para o sul até à Junção Wickford Junction, com serviço a partir de 23 de abril de 2012. O estado espera estender a linha MBTA para Kingston e Westerly, bem como explorar a possibilidade de estender a linha leste de Connecticut para o aeroporto TF Green. O Acela Express da Amtrak para na Estação Providence (a única parada Acela em Rhode Island), ligando Providence a outras cidades no Corredor Nordeste. O serviço regional Nordeste da Amtrak tem paragens na Providence Station, Kingston e Westerly.

### Aviação
O principal aeroporto de Rhode Island para transporte de passageiros e carga é o Aeroporto TF Green em Warwick, embora os habitantes de Rhode Island que desejam viajar internacionalmente em voos diretos e aqueles que buscam uma maior disponibilidade de voos e destinos geralmente voem através do Aeroporto Internacional Logan em Boston.

### Rodovias de acesso limitado

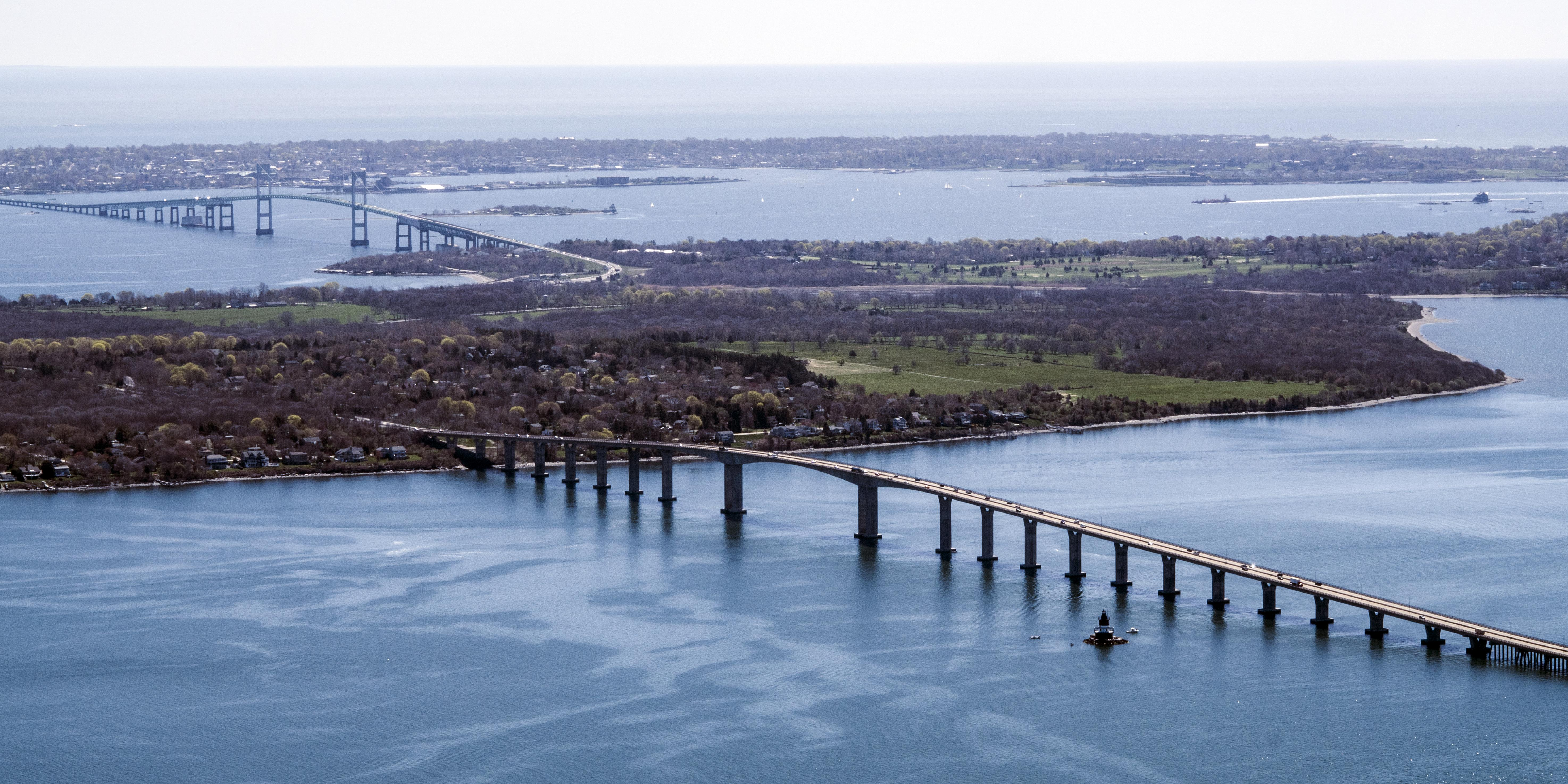
A ponte Jamestown Verrazzano (primeiro plano) e a ponte Claiborne Pell Newport (segundo plano)

A Interestadual 95 (I-95) vai de sudoeste a nordeste em todo o estado, ligando Rhode Island a outros estados ao longo da Costa Leste. A I-295 funciona como um anel viário parcial que circunda Providence a oeste. I-195 fornece uma conexão rodoviária de acesso limitado de Providence (e Connecticut e Nova York via I-95) para Cabo Cod. Inicialmente construído como um ligação mais oriental na (agora cancelada) extensão da I-84 de Hartford, Connecticut, uma parte da US Route 6 (US 6) através do norte de Rhode Island, o acesso é limitado e liga a I-295 ao centro de Providence.
Várias rodovias de Rhode Island estendem a rede de rodovias de acesso limitado do estado. Route 4 é uma importante rodovia norte-sul que liga Providence e Warwick (via I-95) com comunidades suburbanas e de praia ao longo da Baía de Narragansett. Route 10 é um conector urbano que liga o centro de Providence a Cranston e Johnston. Route 37 é uma importante rodovia leste-oeste através de Cranston e Warwick e liga a I-95 à I-295. Route 99 liga Woonsocket com Providence (via Route 146). A rota 146 viaja pelo Vale Blackstone, ligando Providence e I-95 com Worcester, Massachusetts e Massachusetts Turnpike. A Route 403 liga a Route 4 com Quonset Point.
Várias pontes cruzam a baía de Narragansett conectando as ilhas Aquidneck e Conanicut ao continente, principalmente a ponte Claiborne Pell Newport e a ponte Jamestown-Verrazano.

### Ciclovias

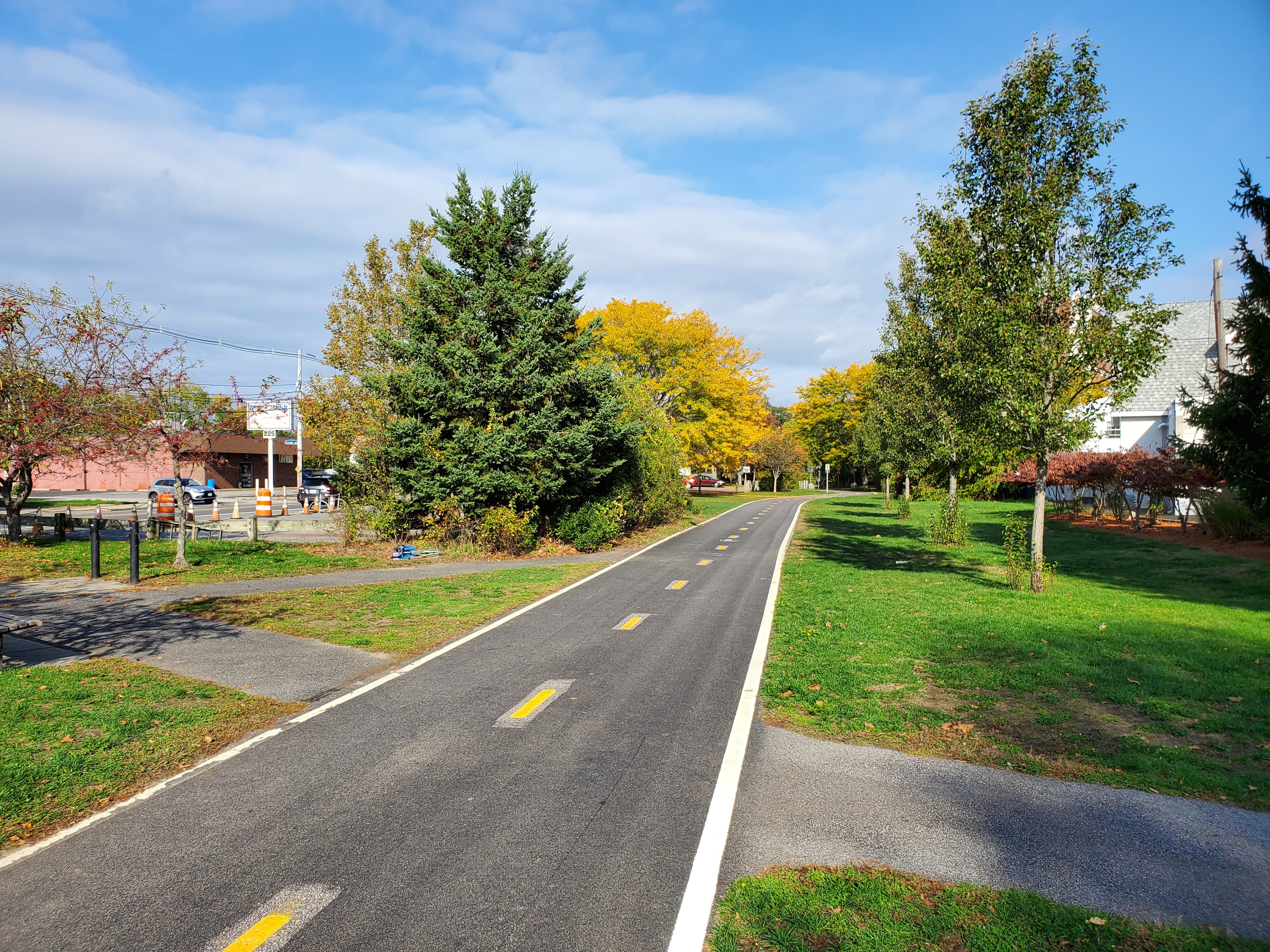
A ciclovia de East Bay em Riverside

A ciclovia de East Bay se estende de Providence a Bristol ao longo da costa leste de Narragansett Bay, enquanto a Blackstone River Bikeway conectará Providence e Worcester. Em 2011, Rhode Island concluiu o trabalho em uma ciclovia de estrada marcada através de Pawtucket e Providence, conectando a ciclovia de East Bay com a Blackstone River Bikeway, completando 53,9 km (33,5 mi) ciclovia pela zona leste do estado. A ciclovia William C. O'Neill (comumente conhecida como a ciclovia do condado do sul) é um 8 mi (13 km) caminho por South Kingstown e Narragansett. Os 19 mi (31 km) A ciclovia secundária de Washington se estende de Cranston a Coventry, e a 2 mi (3,2 km) caminho Ten Mile River Greenway atravessa East Providence e Pawtucket.

### Futuro
No final de 2019, a Autoridade de Trânsito Público de Rhode Island divulgou um esboço do Plano Diretor de Trânsito de Rhode Island, documentando e descrevendo uma variedade de melhorias propostas e acréscimos a serem feitos na rede de transporte público do estado até 2040. Várias propostas diferentes foram oferecidas e ainda em consideração em dezembro de 2020, incluindo a implementação de um sistema de ônibus rápido, rotas de ônibus expresso, expansão dos serviços da Amtrak e MBTA em todo o estado e construção de uma nova rede de metrô leve no centro da cidade Providence.

## Educação

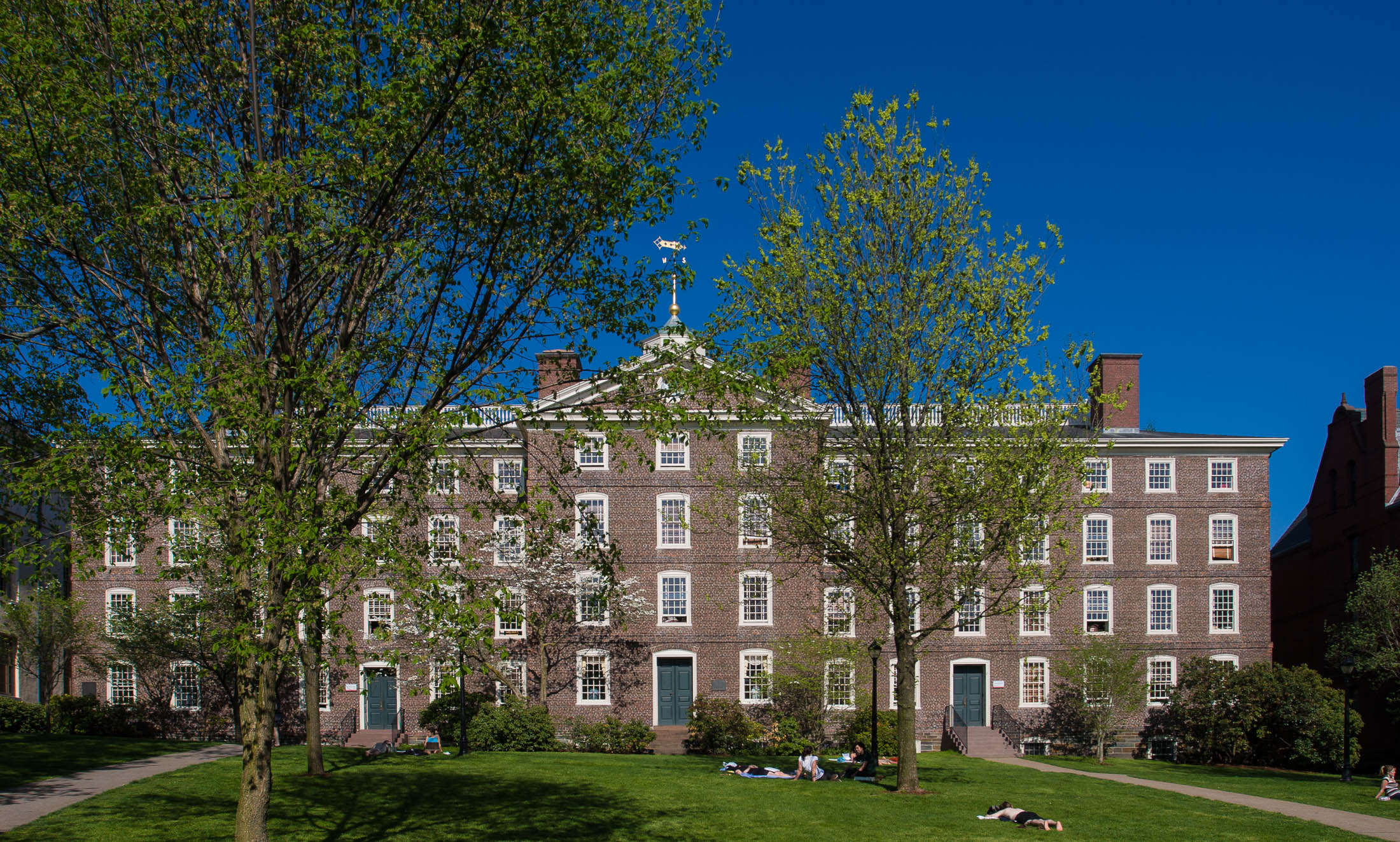
A University Hall na Universidade Brown é um dos mais antigos edifícios acadêmicos dos Estados Unidos

### Faculdades e universidades
Rhode Island tem várias faculdades e universidades:
- Universidade Brown
- Universidade Bryant
- Colégio Comuntário de Rhode Island
- Universidade Johnson & Wales
- Colégio de Guerra Naval
- Instituto de Tecnologia de Nova Inglaterra
- Colégio Providence
- Colégio Rhode Island
- Escola de Design Rhode Island
- Universidade Roger Williams
- Universidade Salve Regina University de Newport
- Universidade de Rhode Island

## Cultura

### Sotaque local
Alguns habitantes de Rhode Island falam com o distinto, não-rótico e tradicional sotaque de Rhode Island que os linguistas descrevem como um cruzamento entre os sotaques de Nova Iorque e Boston (por exemplo, "water" (água) soa como "watuh" [ˈwɔəɾə] ). Muitos habitantes de Rhode Island distinguem um forte som de aw [ɔə] (ou seja, resistem à fusão de Boston) muito parecido com o que se pode ouvir em Nova Jérsia ou Nova Iorque; por exemplo, a palavra coffee (café) é pronunciada [ˈkʰɔəfi].

### Alimentos e bebidas
Rhode Island, como o resto da Nova Inglaterra, tem uma tradição de sopa de mariscos (chowder). Tanto as variedades brancas da Nova Inglaterra quanto as tintas de Manhattan são populares, mas também há um chowder de caldo claro exclusivo conhecido como Rhode Island Clam Chowder, disponível em muitos restaurantes. Uma tradição culinária em Rhode Island é o bolo de amêijoa (também conhecido como bolinho de amêijoa fora de Rhode Island), uma bola frita de massa amanteigada com pedaços de amêijoas picados dentro. Eles são vendidos à meia dúzia ou uma dúzia na maioria dos restaurantes de frutos do mar em todo o estado, e a refeição de verão por excelência em Rhode Island é sopa e bolos de marisco.
O quahog é um grande molusco local geralmente usado em uma sopa. Também é moído e misturado com recheio ou linguiça picante picada e, em seguida, cozido em sua casca para formar um stuffie (enchido). A lula (calamar) é cortada em rodelas e frita como aperitivo na maioria dos restaurantes italianos, normalmente servida no estilo siciliano com banana picada e molho marinara ao lado. (Em 2014, a lula se tornou o aperitivo oficial do estado.) O Clams Casino originou-se em Rhode Island, inventado por Julius Keller, o maitre d' in do Casino original próximo às torres à beira-mar em Narragansett. O Clams Casino (vieira) se assemelha ao amado quahog recheado, mas geralmente é feito com o menor gargalo ou amêijoa cereja e é único no uso de bacon como cobertura.
A bebida oficial do estado de Rhode Island é o leite com café, uma bebida criada pela mistura de leite com xarope de café. Este xarope único foi inventado no estado e é vendido em quase todos os supermercados de Rhode Island, bem como nos estados vizinhos. Johnnycakes tem sido um alimento básico de Rhode Island desde os tempos coloniais, feito com farinha de milho e água e depois frito como panquecas.
Sanduíches submarinos são chamados de moedores em toda Rhode Island, e o moedor italiano, feito com carnes frias como presunto, Prosciutto, capicola, salame e queijo Provolone, é especialmente popular. Linguiça ou chouriço é uma linguiça portuguesa apimentada que a grande comunidade portuguesa do estado costuma servir com pimentão e comer com pão farto.

### Símbolos do estado
- Árvore: Acer rubrum
- Bebida: Café com leite
- Cognomes:
  - Little Rhody
  - Ocean State (não oficial)
  - Plantation State (não oficial)
- Flor: Violeta
- Fruta: Maçã
- Lema: Hope (Esperança)
- Mineral: Bowenita
- Músicas:
  - Rhode Island
  - Rhode Island, It's for Me (Rhode Island, É para Mim)
- Pássaro: Gallus gallus
- Pedra: Cumberlandita
- Peixe: Morone saxatilis
- Slogans:
  - Unwind (Desenrolado)
  - Hope (Esperança)

### Entretenimento

#### Televisão
- O programa Mundo Visto de Cima, exibido pelo canal Mais Globosat, dedicou o episódio 14 da 7ª temporada para mostrar o belo litoral de Rhode Island, incluindo sua capital Providence, lar da Universidade Brown, uma das mais seletivas do mundo. O episódio foi transmitido originalmente em 12 de abril de 2016, com duração de 26 minutos.[141]